# Гордеевский район
Горде́евский райо́н — административно-территориальная единица (район) и муниципальное образование (муниципальный район) в Брянской области Российской Федерации.
Административный центр — село Гордеевка.
Гордеевский район входит в состав макрорегиона Юго-западные районы Брянской области.

## Официальные символы
К числу официальных символов Гордеевского района относятся герб Гордеевского района и флаг Гордеевского района.
Официальный гимн у Гордеевского района отсутствует. На торжественных мероприятиях исполняется гимн Брянской области «Шумел сурово Брянский лес…».

## География
Район расположен на западе Брянской области, на границе с Беларусью. Площадь его территории составляет 846,5 км².
Граничит:
- на севере — с Костюковичским районом Могилевской области Республики Беларусь;
- на западе — с Красногорским районом Брянской области;
- на востоке — с Суражским районом Брянской области;
- на юге — с Клинцовским и Новозыбковским районами Брянской области.

Административный центр Гордеевского района — с. Гордеевка — удален от областного центра на расстояние 240 километров. Областной центр с районом связывает только автомобильное сообщение.
Площадь района — 84654 га, в том числе сельскохозяйственные угодья занимают 57352 га, из них пашня — 31235 га, луга — 6463 га, пастбища — 19432 га, лес — 9591 га.

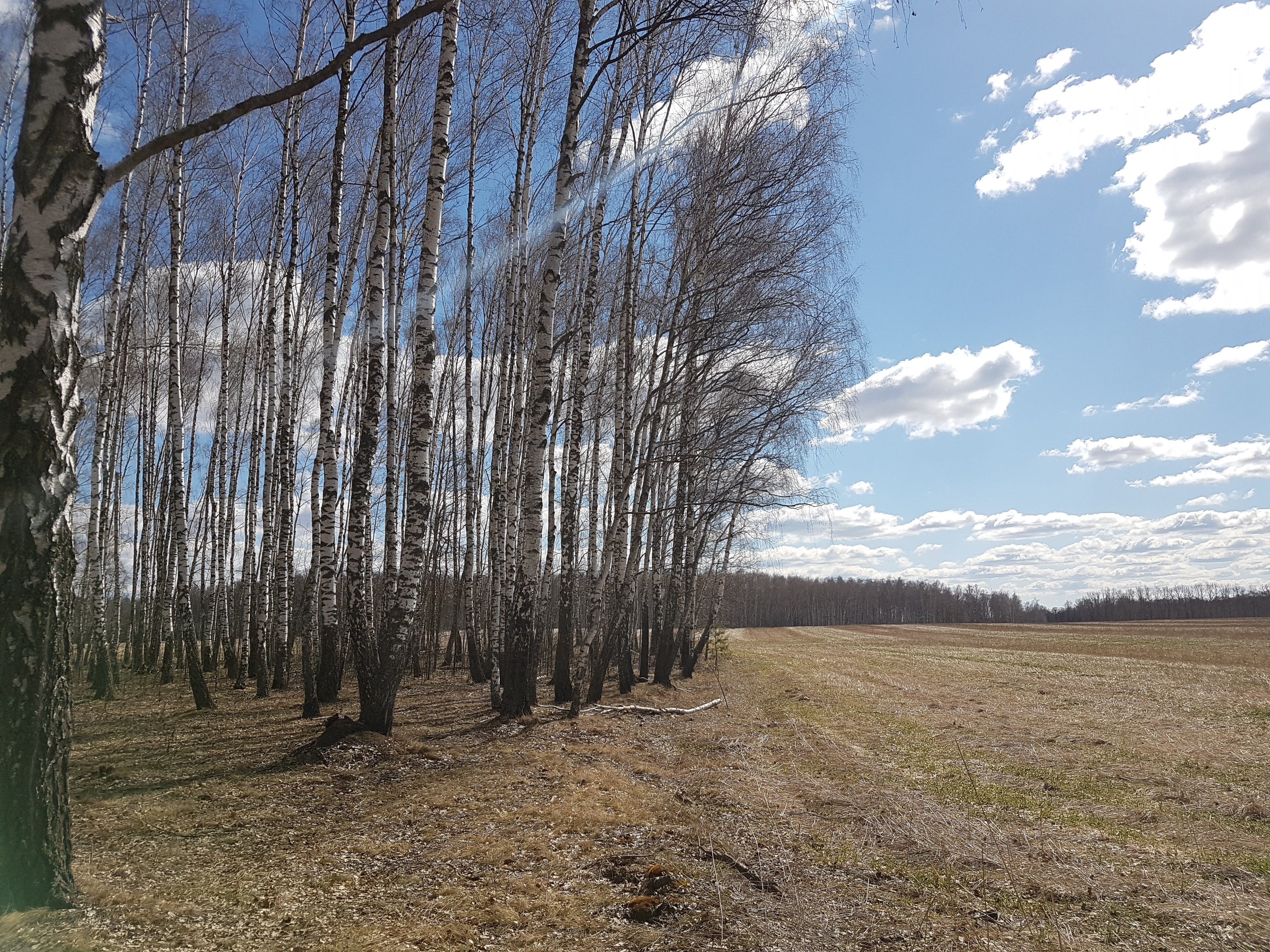
Полесье в Гордеевском районе Брянской области

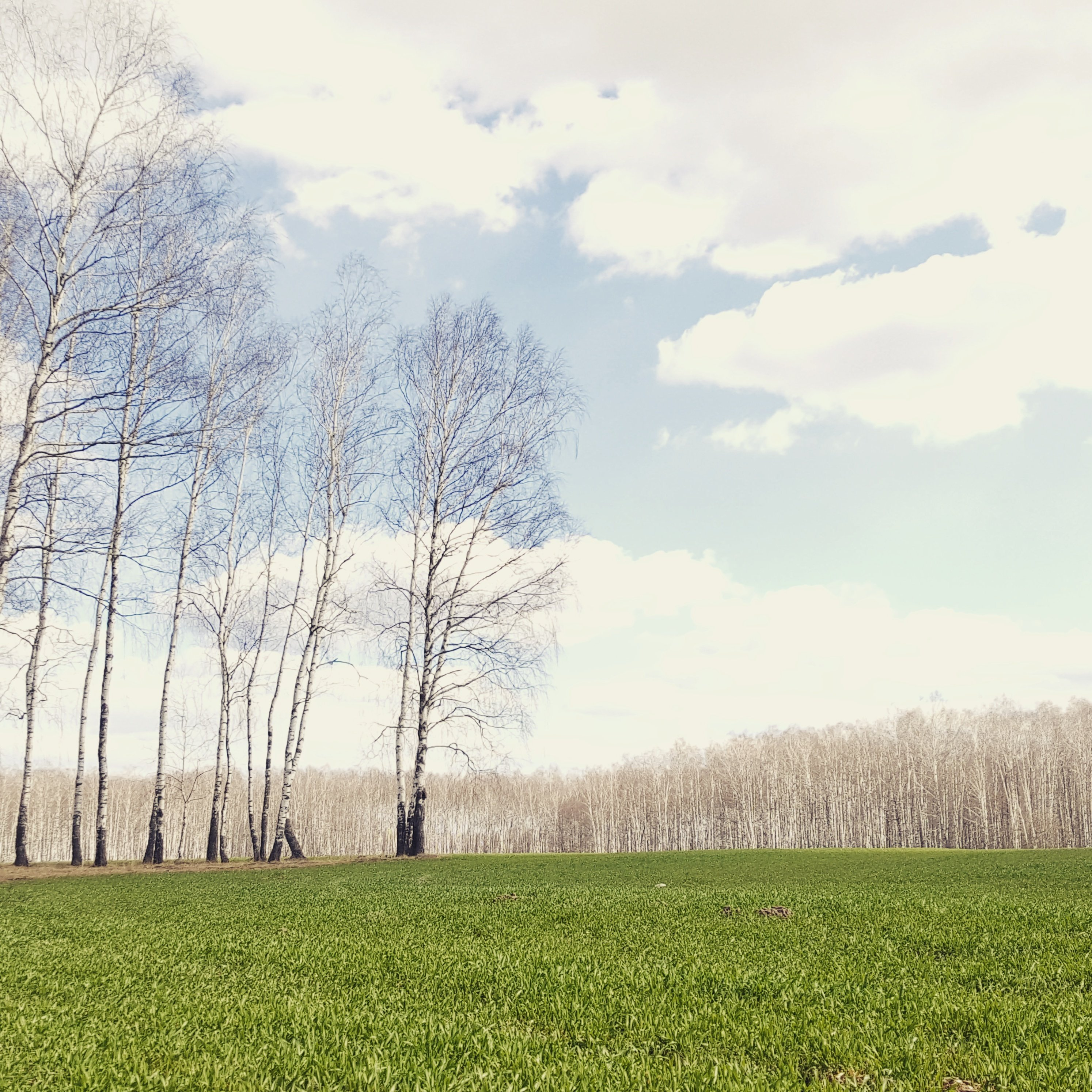
Гордеевский район, полесье

Климат на территории Гордеевского района умеренно континентальный, с умеренно холодной зимой и умеренно тёплым летом.

## Природные условия и ресурсы

### Рельеф
Общий рельеф Гордеевского района равнинный; большая часть территории района занята пологоволнистой зануровой равниной предполесного типа с маломощными песками и супесками, залегающими на морен. Территория района представляет собой повышенную равнину, рассечённую неглубокими балками. Из элементов мезорельефа выделяются водораздельное плато, пологие и покатые склоны, балки, неглубокие овраги. Микрорельеф представлен небольшими западинами, по которым сформировались дерновоподзолистые глееватые и глеевые почвы и болотные низинные почвы. На наиболее повышенных элементах рельефа сформировались дерново-, слабо- и среднеподзолистые песчаные, супесчаные, пылевато-супесчаные и легкосуглинистые почвы.
Водораздельные склоны, в основном, пологие. Встречаются покатые; на них сформировались дерново-, среднеподзолистые, средне- и слабосмытые почвы и их комплексы с несмытыми разновидностями. Балки в районе небольшие, пологие, задернованы. Для них характерен комплекс овражно-балочных форм.

### Почвы
В почвенно-географическом отношении территория Гордеевского района расположена в Белорусской провинции дерново-подзолистой зоне слабогумусированных почв и относится к Клетня-Новозыбковскому району дерново-слабо-, среднеподзолистых песчаных и супесчаных почв.
Для Гордеевского района характерны разнообразные почвы по механическому составу. Так, супеси занимают 34382 га, пески — 18932 га, пылевато-супесчаные и легкосуглинистые — 9145 га. В целом по району дефляционно-опасных почв — 50656 га, подверженных водной эрозии — 100 га. Переувлажненных почв в районе насчитывается 46544 га.

### Полезные ископаемые
Основными полезными ископаемыми Гордеевского района являются залежи известняка, доломита, глины, торфа, песка. Залежи глины позволяют открыть производство красного кирпича на территории муниципального образования. Производство красного кирпича на территории муниципального образования является самым перспективным видом деятельности. В настоящее время месторождения на разработаны; если не считать небольших карьеров, где добывается глина и песок для нужд населения. Имеется один карьер площадью 2 га, принадлежащий дорожному ремонтно-строительному участку.

### Поверхностные воды
Гордеевский район имеет разветвленную сеть рек и озёр. Важными водными артериями района являются река Ипуть и её притоки. На территории района находятся одни из крупных озёр Брянской области: озеро «Вихолка» на территории Мирнинского городского поселения и озеро «Кожановское» на территории Мирнинского городского поселения.
Кожановское озеро — самое крупное озеро естественного происхождения в Брянской области. Расположено в озерной котловине на месте древней проходной долины стока ледниковых вод. Озеро получило статус памятника природы областного значения в 1997 году. Само озеро и примыкающие к нему водно-болотные угодья являются уникальными для области биотопом обитания многочисленных видов водоплавающих и околоводных птиц. Общая площадь составляет приблизительно 450 гектаров. Озеро богато торфом, запасы которого по предварительным исследованиям составляют более чем 38 миллионов тонн.
Территория Гордеевского района расположена в северо-восточной части Днепровского артезианского бассейна.
Общая площадь водных объектов составляет 1082 гектара.

### Подземные воды
На территории района разведаны месторождения пресных подземных вод, относящихся к четвертично-неогеновой водоносной системе. Это преимущественно гидрокарбонатные кальциевые грунтовые воды с минерализацией воды около 01-0,6 г/л. Источниками пищевого водоснабжения населения Гордеевского района являются артезианские скважины, колодцы, родники. На балансе предприятий находится 47 артезианских скважин и 68 колодцев, эксплуатируется 22 артезианские скважины, остальные артскважины находятся в процессе консервации. Санитарно-техническое состояние источников питьевого водоснабжения в основном хорошее. Санитарные зоны огорожены, павильоны над артскважинами капитально отремонтированы, оголовки артскважин окрашены. Систематически проводится хлорирование водопроводных сетей. Источниками загрязнения является нарушение герметичности водопроводных сетей.

### Климат
Гордеевский район находится под воздействием умеренно-континентального климата.
Средняя температура января — −6 °С, июля — +19 °С. Сумма положительных температур за период с температурой свыше 10°С составила 2400°С. Средняя продолжительность безморозного периода составила 171 день.
Осадков выпадает до 600 мм в год. Для сельского хозяйства — оптимальный вариант.

### Животный мир
Животный мир представлен такими представителями, как лось, кабан, косуля, заяц, волк, лиса, куница, белка. Из птиц обитают утки, тетерева, вальдшнепы, лебеди. В настоящий момент на территории района организовано три особо охраняемые природные территории: озеро «Кузнецкое» — место обитания черепахи болотной; «Великий берег» — особо ценный природный комплекс.

### Растительный мир

И. И. Шишкин «Полесский пейзаж», 1864

Растительный мир Гордеевского района многообразен. Но основным достоянием являются леса, которые занимают более 12 % территории района. Здесь растет дуб, сосна, ель, граб, береза, осина, ольха. Небольшие участки сосновых лесов расположены на песчаных почвах и на террасах рек Ипуть и Беседь. Березо-осиновые, ольховые леса занимают площади в долинах рек и по увлажненным междуречьям. Общая площадь лесного фонда Гордеевского района составляет 9944 га. Из них: Красногорское участковое лесничество — 7130 га, Барковское участковое лесничество — 2814 га. Всего лесных земель — 9924 га, в том числе продуктивные, покрытые лесом земли занимают площадь 9878 га, из них лесные культуры — 1482 га. Лесные земли, не покрытые лесной растительностью составляют 46 га, в том числе фонд лесовосстановления — 22 га.

### Экологическая обстановка
Динамика экологической обстановки положительная. Отмечается снижение негативного воздействия на окружающую природную среду. Это связано с проведением мероприятий, направленных на улучшение экологической обстановки: ежегодное увеличение количества административных и производственных зданий, сооружений, частных домовладений, переходящих на газовое топливо, снижение применения пестицидов в сельском хозяйстве, организация улучшенных свалок на территории поселений.
В 2010 году объём сточных вод составил по МУП «Коммунальщик» — 12,8 тыс. т, по МУП «Мирнинский жилкомхоз» — 110,8 тыс. т. В селе Гордеевка централизованная канализационная сеть отсутствует. В благоустроенном жилом фонде, в учреждениях образования, культуры, здравоохранения, социального обслуживания, предприятий общественного питания и торговли для накопления жидких бытовых отходов используются выгребные ямы — «септики», их вывозкой занимается МУП «Коммунальщик» согласно графику.

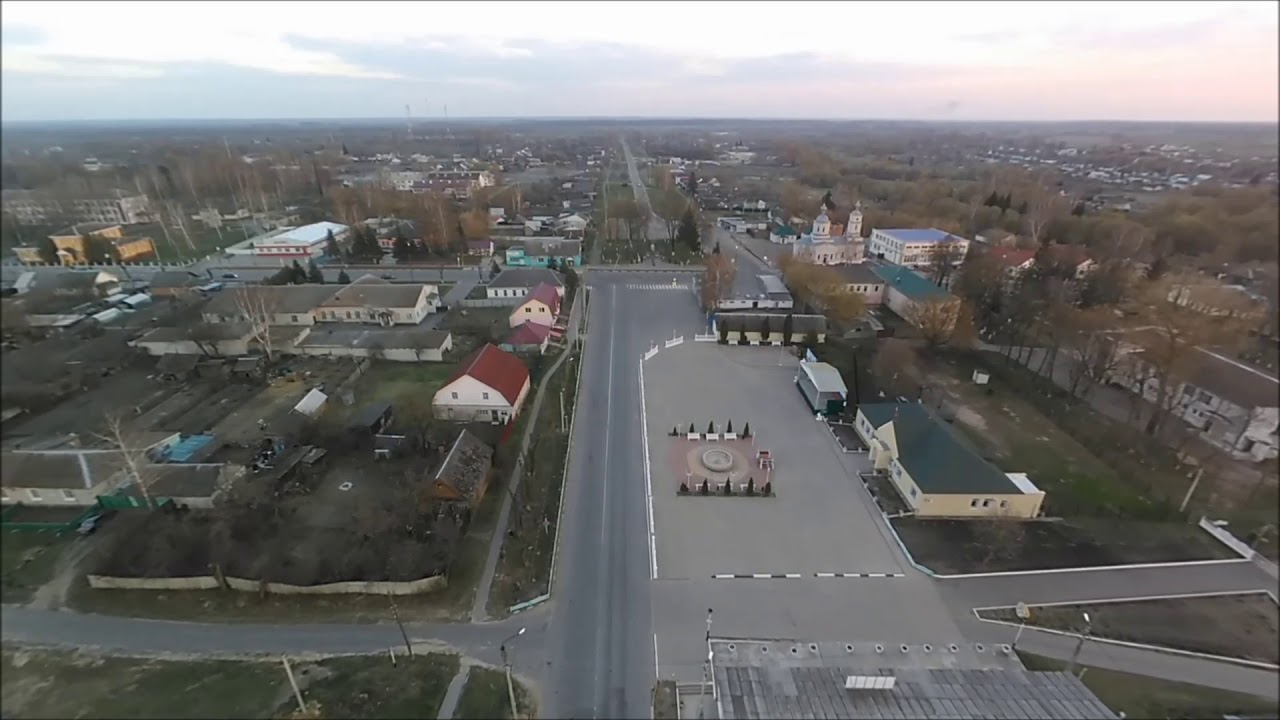
Центральная площадь Гордеевка

Централизованная канализация и очистные сооружения мощностью 0,6 тыс. м³ в сутки обеспечивают сбор и очистку жидких бытовых отходов от населения и организаций, расположенных в пгт Мирный. Однако в связи с изношенностью инженерных сетей канализации до 100 %, особенно центрального коллектора, происходят постоянные сбои в его работе.

## История

### Радимичи

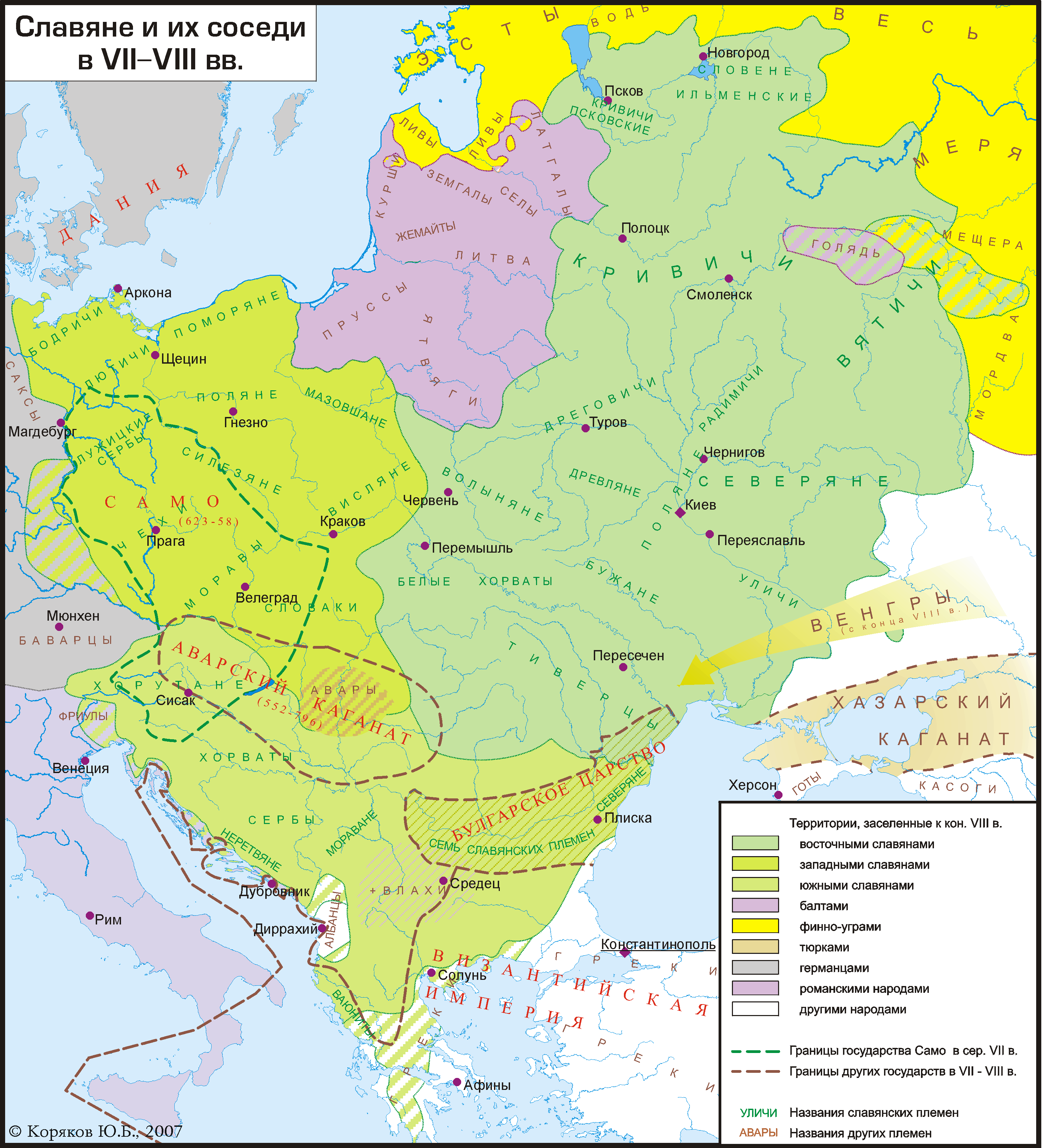
Расселение Славянских племен

На территории Гордеевского района в IX—XII веках обитали племена радимичей. Археологические данные указывают, что данное племенное объединение имело смешанное, славяно-балтское происхождение. Проживали радимичи в том числе на территории современного Гордеевского, Красногорского, Клинцовского, Климовского, Новозыбковского, Злынковского, Старобудского, Унечского районов, а также в междуречье верхнего Днепра и Десны по течению Сожа и его притоков (юг Витебской, восток Могилёвской и Гомельской областей современной Беларуси, юго-запад Смоленской области России). Письменные свидетельства о радимичах приходятся на период с 885 по 1169 год.
Неподалёку от с. Смяльч Гордеевского района на селище в урочище Чёрная Поляна обнаружены остатки жилищ рамидичей, найдеты артефакты (предметы быта и труда, украшения), рядом обнаружена группа курганов, принадлежащая к культуре этого восточно-славянского племени.

### Со второй половины XIV века
Со второй половины XIV века в числе значительной части брянских земель территория нынешнего Гордеевского района вошла в состав Великого княжества Литовского, а после заключения в 1385 году договора об унии (объединении) Литвы с Польшей — в объединённое Польско-Литовское государство.
С 1503 года эти земли отошли к Московскому государству, но через 115 лет по Деулинскому соглашению 1618 года на несколько десятилетий вновь отходят к Польше. В середине семнадцатого века на Украине, в состав которой входили тогда и земли теперешнего Гордеевского района, началась народно-освободительная война под предводительством Богдана Хмельницкого. В 1654 году левобережная Украина была воссоединена с Россией. Вся территория Гордеевского района до 1781 года входила в состав Новоместской сотни Стародубского полка.

### С XIX века
В 1861 году, в числе других волостей, была образована Гордеевская волость Суражского уезда Черниговской губернии (с 1921 года уезд стал называться Клинцовским, а в декабре 1926 года он был присоединён к Брянской губернии).

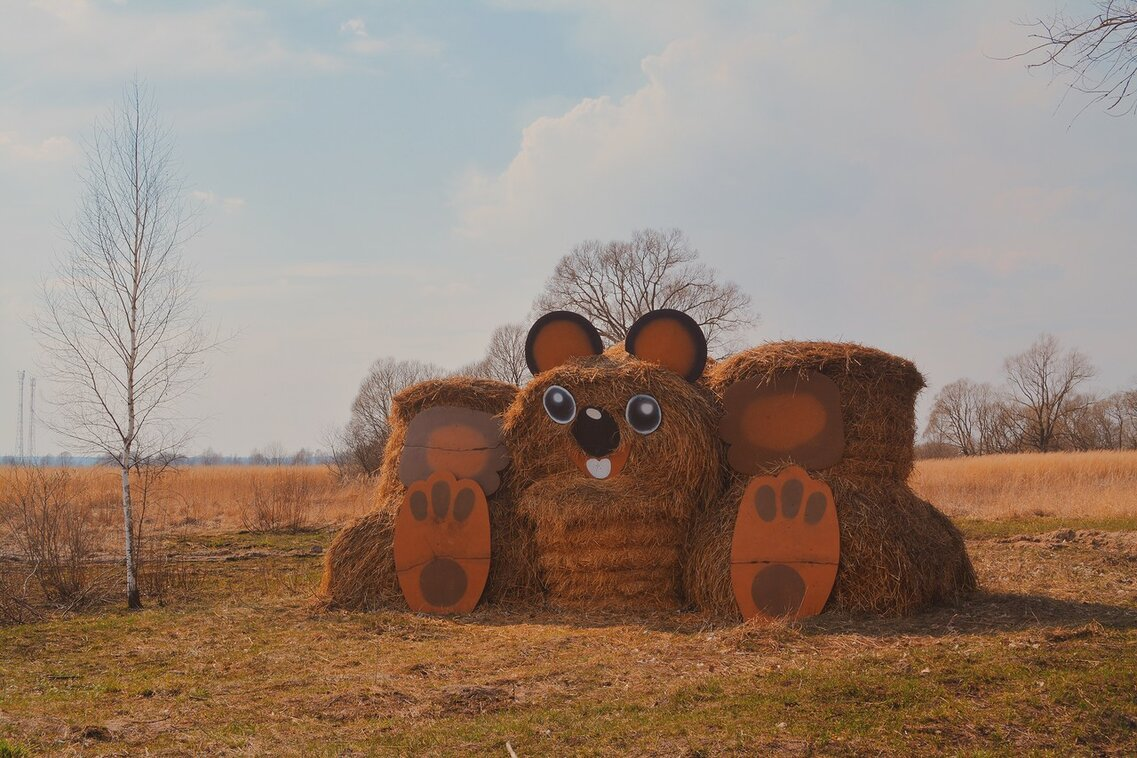
Арт объект Гордеевка

Гордеевский район был образован в 1929 году и первоначально входил в Клинцовский округ Западной области, а с 1937 года — в новообразованную Орловскую область.
В 1941 году Гордеевский район был оккупирован немецкими войсками на 25 месяцев, с 20 августа 1941 по 27 сентября 1943 года. За это время в районе убито 189, угнано в Германию 272 человека, материальный ущерб составил 285 млн рублей в денежном выражении 1940-х годов.
Гордеевка была стратегически важным пунктом для немецко-фашистских войск, находясь на пересечении дорог, связывающих дороги на Красную гору, Костюковичи, Сураж, Клинцы. С первых дней оккупации разгорается партизанская война в районе. Устраивались засады, уничтожались мосты, паромы, телефонная связь. Отряд особого назначения «Вперед» действовал на территории Гордеевского района с августа 1941 года, а уже в 1943 году вырос в бригаду. Поначалу их было 28 парней и одна девушка. Для партизан подпольщики собирали оружие и медикаменты, распространяли листовки и сводки Совинформбюро, собирали ценные разведданные.
5 июля 1944 года Указом Президиума Верховного Совета СССР была образована Брянская область, в состав которой, наряду с другими, был включен и Гордеевский район. В период с 1963 по 1985 год район был временно упразднён, а его территория была разделена между Клинцовским и Красногорским районами. Восстановлен 15 августа 1985 года.

## Органы власти
Судебная власть

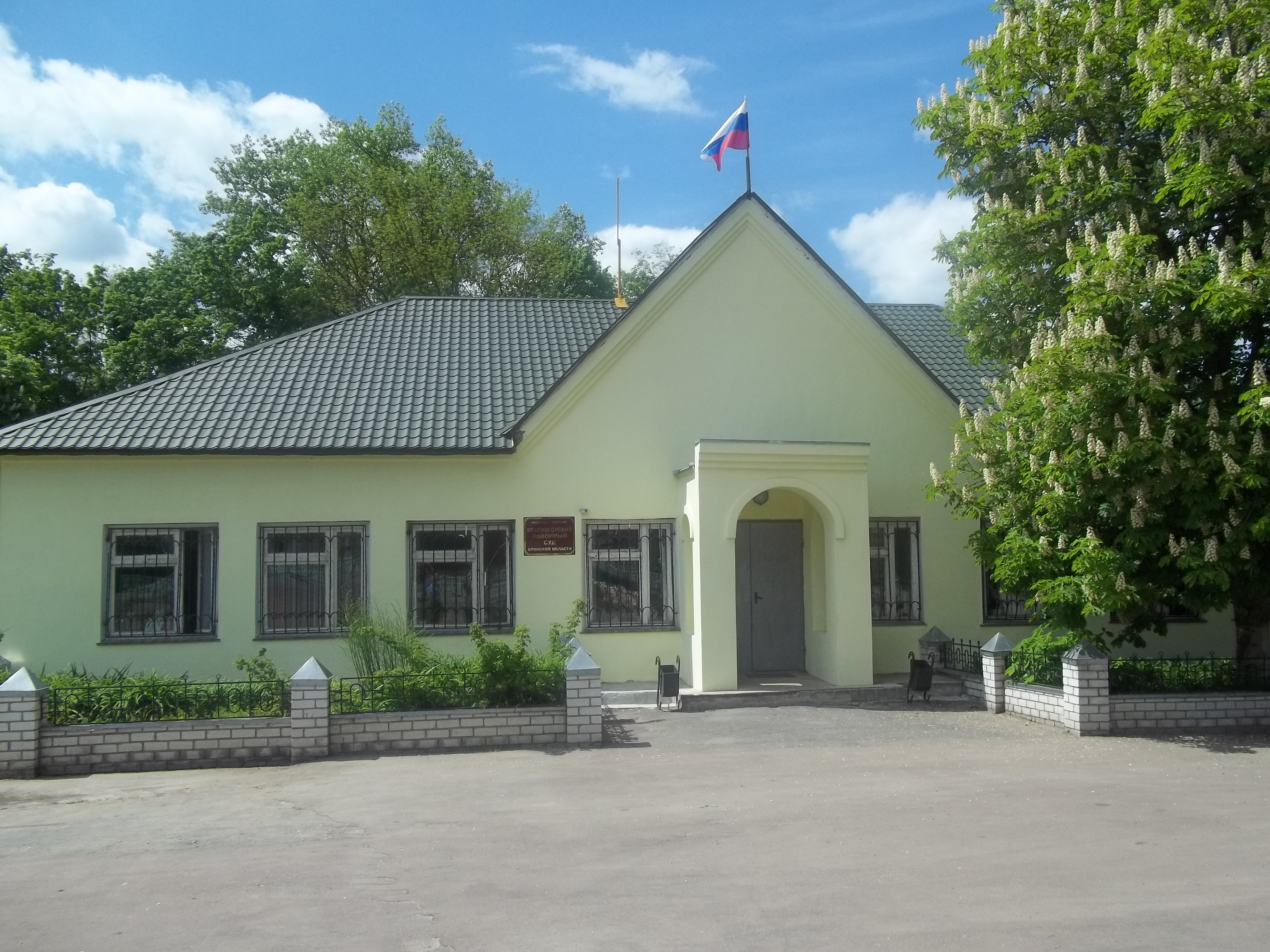
Красногорский суд в Гордеевке

Судебную власть в Гордеевском районе осуществляет Красногорский районный суд Брянской области.
С 1993 года было образовано Управление юстиции администрации Брянской области, Министерство Юстиции РФ. Гордеевский районный народный суд был переименован в «Гордеевский районный суд».
В 2009 году Гордеевский районный суд Брянской области упразднен, передав относящиеся к его ведению вопросы осуществления правосудия в юрисдикцию Красногорского районного суда Брянской области.
Гордеевский районный Совет народных депутатов
Законодательную власть осуществляет Собрание депутатов Гордеевского района, которые также осуществляют выбор Главы администрации Гордеевского района. Состоит из 22 народных депутата.
Глава Гордеевского района
Главой района является Самусенко Александр Антонович. Формально это наивысшая административная должность в Гордеевском района, но фактически органы исполнительной власти находятся под контролем Главы администрации Гордеевского района.
Глава администрации Гордеевского района
Высшим должностным лицом Гордеевского района является Глава администрации Гордеевского района, этот пост занимает с 30.10.2014 Убогова Людмила Ивановна. Глава администрации Гордеевского района является фактическим руководителем исполнительной власти в районе. Чтобы занять эту должность необходимо быть выбранным на неё большинством голосов Гордеевского районного Совета народных депутатов.

## Экологические проблемы

Карта радиоактивного загрязнения изотопом цезия-137 в результате аварии на Чернобыльской станции (по состоянию на 1996 год)

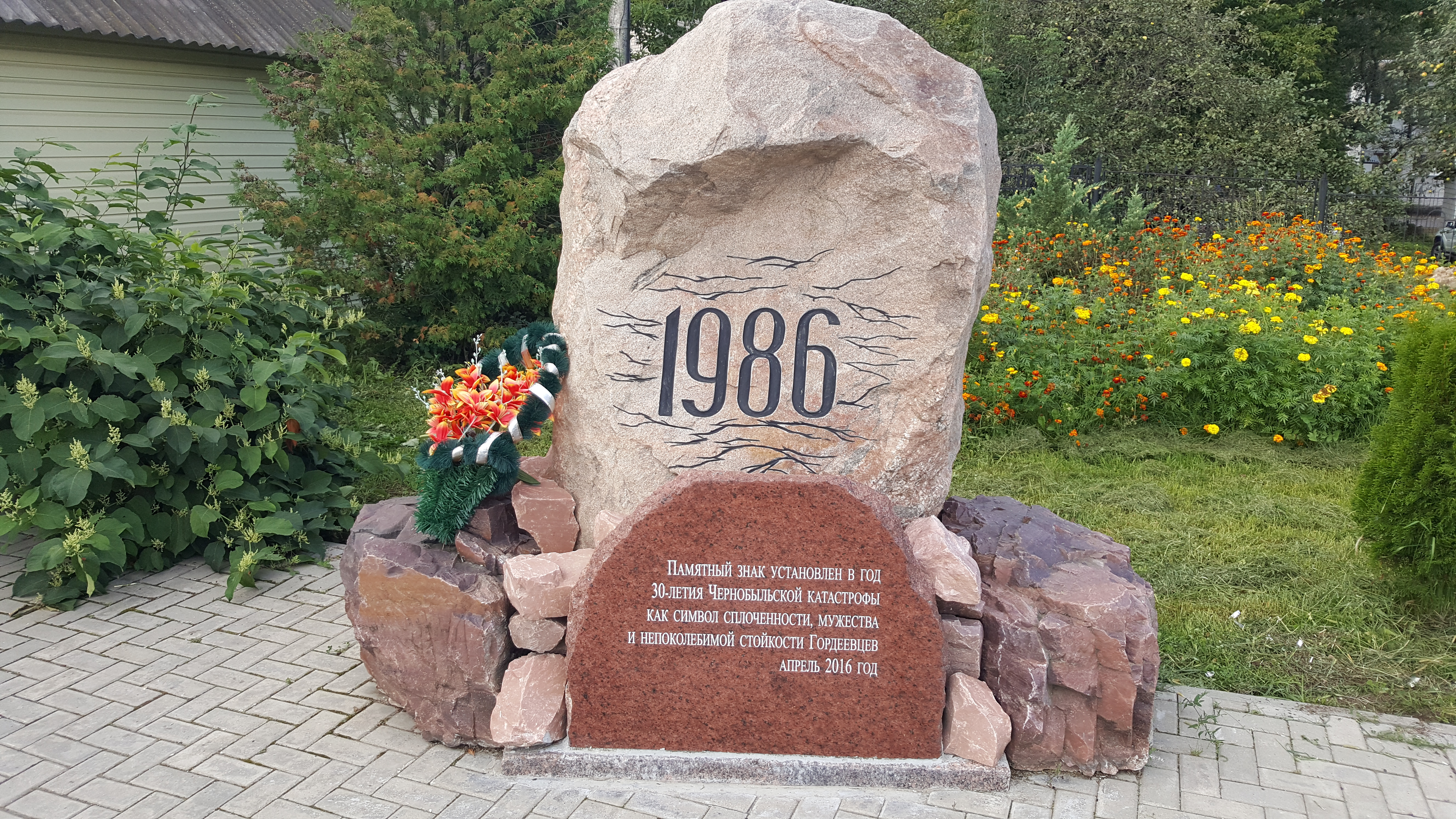
Памятный знак, расположенный на центральной площади села Гордеевка, установленный в год 30-летия Чернобыльской катастрофы как символ сплоченности, мужества и непоколебимой стойкости Гордеевцев, апрель 2016

В результате аварии на Чернобыльской АЭС 26 апреля 1986 года территория района была загрязнена долгоживущими радионуклидами: плутонием, америцием, строением, цезием. 
Согласно Распоряжению Правительства РФ Гордеевский муниципальный район:
II. Зона отселения
Мирнинское сельское поселение
пос. Мирный
с. Кожаны
Рудневоробьевское сельское поселение

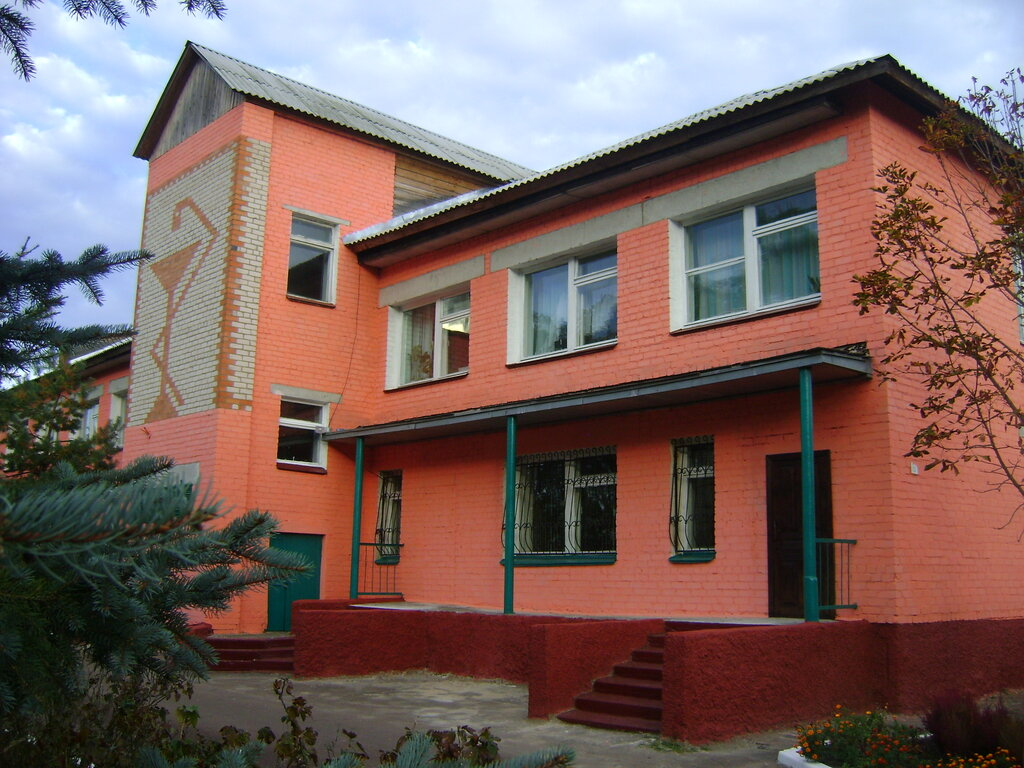
Гордеевская центральная районная больница

с. Ширяевка
III. Зона проживания с правом на отселение
1. Гордеевский муниципальный район
Мирнинское сельское поселение
пос. Безбожник
пос. Зайцев
Глинновское сельское поселение
пос. Борец
дер. Колыбели
дер. Новоселье
с. Стругова Буда
пос. Березина
Гордеевское сельское поселение
с. Гордеевка
с. Жовнец
дер. Завод-Корецкий
пос. Зеленый Клин
пос. Медведовка
дер. Поконь
пос. Смелый
пос. Шамры
дер. Василевка
пос. Дальний Клин
Петровобудское сельское поселение
с. Петрова Буда
пос. Владимировка
пос. Залиповье
дер. Малоудебное
с. Перетин
с. Смяльч
пос. Сугродовка
пос. Криштопов Ручей
Рудневоробьевское сельское поселение
дер. Рудня-Воробьевка
дер. Новоновицкая
дер. Поповка
дер. Староновицкая
дер. Удел
пос. Зеленый Рог
Творишинское сельское поселение
с. Творишино
пос. Ипуть
пос. Крещенский
дер. Михайловка
дер. Черный Ручей
пос. Степана Разина
Уношевское сельское поселение
с. Уношево
дер. Алисовка
дер. Антоновка
с. Кузнецы
дер. Федоровка
дер. Хармынка
дер. Чернетовка
IV. Зона проживания с льготным социально-экономическим статусом
Глинновское сельское поселение
с. Глинное
дер. Струговка
пос. Алес
пос. Белица
Гордеевское сельское поселение
с. Великий Бор
пос. Нововеликий Бор
дер. Даниловка
Рудневоробьевское сельское поселение
дер. Дмитриевка
дер. Нежча
дер. Петраковка
дер. Старая Полона
Творишинское сельское поселение
пос. Белица
пос. Дубровка
с. Казаричи
дер. Федоровка
пос. Никитовка
Уношевское сельское поселение

дер. Ямное

## Здравоохранение
Система здравоохранения Гордеевского района представлена Государственным бюджетным учреждением здравоохранения «Гордеевская центральная районная больница», которая включает в себя следующие подразделения:
- Терапевтическое отделение дневного пребывания (с. Гордеевка)
- Терапевтическое отделение круглосуточного пребывания (с. Гордеевка)
- Отделение скорой медицинской помощи (с. Гордеевка)
- Клинико-диагностическая лаборатория (с. Гордеевка)
- Приемное отделение (с. Гордеевка)
- Врачебная амбулатория в п. Мирный
- Фельдшерско-акушерский пункт (далее — ФАП) в д. Чёрный ручей
- ФАП в с. Глинное
- ФАП в д. Завод-Корецкий
- ФАП в с. Кожаны
- ФАП в д. Малоудебное
- ФАП в с. Перетин
- ФАП в с. Петрова Буда
- ФАП в с. Творишино
- ФАП в д. Поконь
- ФАП в д. Поповка
- ФАП в с. Смяльч
- ФАП в д. Староновицкая
- ФАП в д. Старая Полона
- ФАП в с. Стругова Буда
- ФАП в с. Уношево
- ФАП в д. Хармынка
- ФАП в с. Ширяевка
- ФАП в д. Ямное

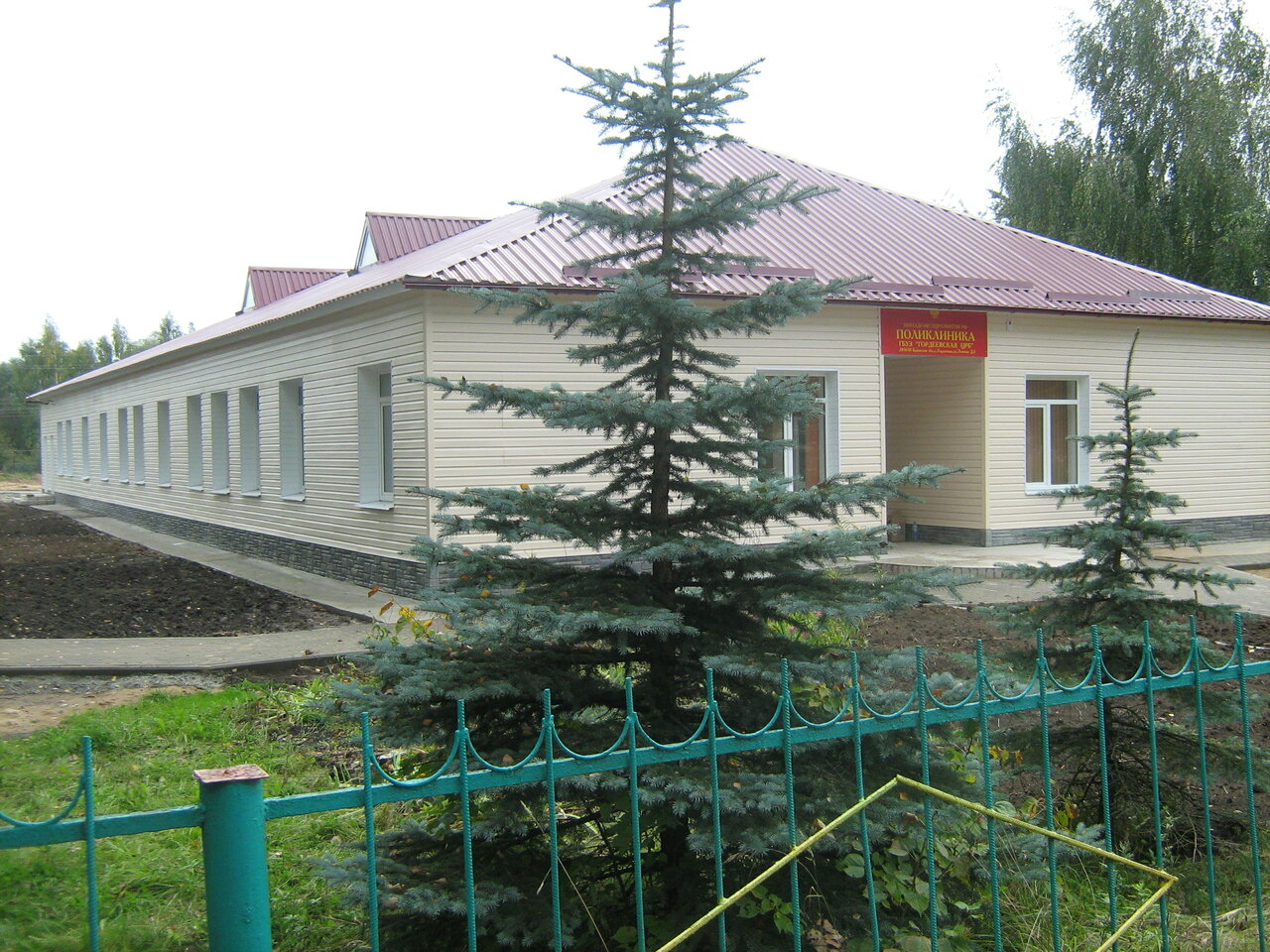
Поликлиника в селе Гордеевка

Помимо развитой больничной инфраструктуры с. Гордеевка, в Гордеевском районе действует одна врачебная амбулатория и 20 фельдшерско-акушерских пунктов в различных сельских поселениях района.
В 2017 году для Гордеевской ЦРБ приобретено 7 электрокардиографов «Аксион», комплекс для суточного мониторирования ЭКГ и АД «Кардиотехника-0,7», 2 центрифуги и другое оборудование, был получен автомобиль скорой медицинской помощи.

## Население
9808 человек Оценка численности населения Брянской области по городским округам и муниципальным районам (округам) на 1 января 2023 года
9643 человек Оценка численности населения Брянской области по городским округам и муниципальным районам (округам) на 1 января 2024 года
По данным Пенсионного Фонда Российской Федерации в Гордеевском районе получают пенсию 1573 пенсионера или 14,8 % населения района.
Динамика численности населения
| 2002    | 2009    | 2010    | 2011    | 2012    | 2013    | 2014    | 2015    | 2016    |
| ------- | ------- | ------- | ------- | ------- | ------- | ------- | ------- | ------- |
| 13 956  | ↘12 401 | ↘12 218 | ↘12 137 | ↘11 750 | ↘11 223 | →11 223 | ↘10 940 | ↗10 956 |
| 2017    | 2018    | 2019    | 2020    | 2021    |         |         |         |         |
| ↘10 771 | ↘10 620 | ↘10 463 | ↘10 249 | ↘10 060 |         |         |         |         |

### Национальный состав
По итогам переписи населения 2020 года проживали следующие национальности (национальности менее 0,1 % и другое, см. в сноске к строке «Другие»):
| Национальность | Численность, чел. | Доля     |
| -------------- | ----------------- | -------- |
| Русские        | 8293              | 82,44 %  |
| Армяне         | 73                | 0,73 %   |
| Украинцы       | 13                | 0,13 %   |
| Другие         | 1681              | 16,71 %  |
| Итого          | 10 060            | 100,00 % |

Доходы населения
Количество населения с доходом ниже прожиточного минимума в Гордеевском районе составляет по состоянию на 2015 год 13,3 % в общей численности населения.
Прожиточный минимум на душу населения в Гордеевском районе составляет на 2021 год 11 280 рублей.
Среднемесячная номинальная начисленная заработная плата работников сельского хозяйства Брянской области по данным территориального органа Росстата составила на 2019 год 29 853,1 рублей.
Средний размер страховой пенсии с 1 января 2020 года в Гордеевском районе составляет 14 882 рубля.

## Административно-муниципальное устройство

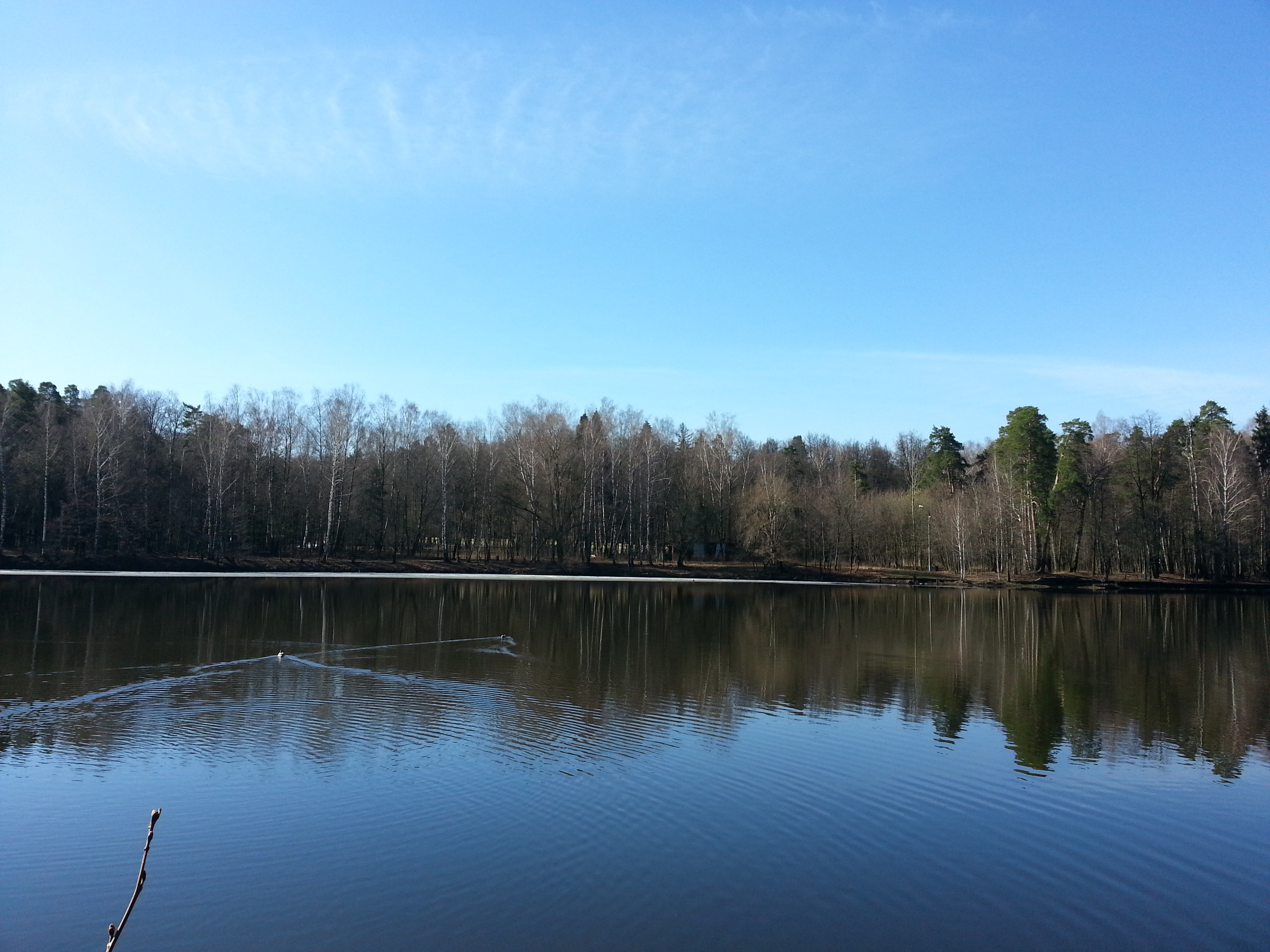
Озеро (село Гордеевка)

Гордеевский район в рамках административно-территориального устройства области, включает 7 административно-территориальных единиц — 7 сельских административных округов.
После муниципальной реформы 2005 года в муниципальном районе к 1 января 2006 года было создано одно городское поселение и шесть сельских поселений. Законом Брянской области от 11 апреля 2011 года Мирнинское городское поселение было преобразовано в сельское.
В рамках присоединения Красногорского и Гордеевского районов к Клинцовскому району создан Военный комиссариат Клинцовского, Красногорского и Гордеевского районов
Гордеевский муниципальный район включает семь сельских поселений:
| № | Муниципальное образование            | Административный центр   | Количество населённых пунктов | Население (чел.) | Площадь (км²) |
| - | ------------------------------------ | ------------------------ | ----------------------------- | ---------------- | ------------- |
| 1 | Глинновское сельское поселение       | село Глинное             | 6                             | ↘761             | 113,69        |
| 2 | Гордеевское сельское поселение       | село Гордеевка           | 9                             | ↘3281            | 164,01        |
| 3 | Мирнинское сельское поселение        | посёлок Мирный           | 2                             | ↘1607            | 52,12         |
| 4 | Петровобудское сельское поселение    | село Петрова Буда        | 7                             | ↗938             | 133,08        |
| 5 | Рудневоробьёвское сельское поселение | деревня Рудня-Воробьёвка | 10                            | ↘985             | 125,78        |
| 6 | Творишинское сельское поселение      | село Творишино           | 9                             | ↗1488            | 96,57         |
| 7 | Уношевское сельское поселение        | село Уношево             | 8                             | ↘1000            | 161,29        |

## Населённые пункты
В Гордеевском районе 51 населённый пункт.
| №  | Населённый пункт | Тип     | Население | Муниципальное образование            |
| -- | ---------------- | ------- | --------- | ------------------------------------ |
| 1  | Алисовка         | деревня | ↘83       | Уношевское сельское поселение        |
| 2  | Антоновка        | деревня | ↘63       | Уношевское сельское поселение        |
| 3  | Белица           | посёлок | ↘30       | Творишинское сельское поселение      |
| 4  | Борец            | посёлок | ↘4        | Глинновское сельское поселение       |
| 5  | Великий Бор      | село    | ↘33       | Гордеевское сельское поселение       |
| 6  | Владимировка     | посёлок | ↘10       | Петровобудское сельское поселение    |
| 7  | Глинное          | село    | ↘340      | Глинновское сельское поселение       |
| 8  | Гордеевка        | село    | ↘3014     | Гордеевское сельское поселение       |
| 9  | Дмитриевка       | деревня | →7        | Рудневоробьёвское сельское поселение |
| 10 | Дубровка         | посёлок | ↘0        | Творишинское сельское поселение      |
| 11 | Жовнец           | село    | →0        | Гордеевское сельское поселение       |
| 12 | Завод-Корецкий   | деревня | ↘215      | Гордеевское сельское поселение       |
| 13 | Залиповье        | посёлок | ↘1        | Петровобудское сельское поселение    |
| 14 | Зелёный Клин     | посёлок | ↘3        | Гордеевское сельское поселение       |
| 15 | Ипуть            | посёлок | ↘8        | Творишинское сельское поселение      |
| 16 | Казаричи         | село    | ↗159      | Творишинское сельское поселение      |
| 17 | Кожаны           | село    | ↗361      | Мирнинское сельское поселение        |
| 18 | Колыбели         | деревня | ↘6        | Глинновское сельское поселение       |
| 19 | Крещенский       | посёлок | ↘9        | Творишинское сельское поселение      |
| 20 | Кузнецы          | село    | ↘215      | Уношевское сельское поселение        |
| 21 | Малоудёбное      | деревня | ↘156      | Петровобудское сельское поселение    |
| 22 | Медведовка       | посёлок | ↘15       | Гордеевское сельское поселение       |
| 23 | Мирный           | посёлок | ↘1374     | Мирнинское сельское поселение        |
| 24 | Михайловка       | деревня | ↘115      | Творишинское сельское поселение      |
| 25 | Нежча            | деревня | ↘32       | Рудневоробьёвское сельское поселение |
| 26 | Новоновицкая     | деревня | ↘54       | Рудневоробьёвское сельское поселение |
| 27 | Новоселье        | деревня | ↘4        | Глинновское сельское поселение       |
| 28 | Перетин          | село    | ↘207      | Петровобудское сельское поселение    |
| 29 | Петраковка       | деревня | ↘0        | Рудневоробьёвское сельское поселение |
| 30 | Петрова Буда     | село    | ↘356      | Петровобудское сельское поселение    |
| 31 | Поконь           | деревня | ↘146      | Гордеевское сельское поселение       |
| 32 | Поповка          | деревня | ↘135      | Рудневоробьёвское сельское поселение |
| 33 | Рудня-Воробьёвка | деревня | ↘318      | Рудневоробьёвское сельское поселение |
| 34 | Смелый           | посёлок | ↗64       | Гордеевское сельское поселение       |
| 35 | Смяльч           | село    | ↘345      | Петровобудское сельское поселение    |
| 36 | Старая Полона    | деревня | ↘168      | Рудневоробьёвское сельское поселение |
| 37 | Староновицкая    | деревня | ↘290      | Рудневоробьёвское сельское поселение |
| 38 | Стругова Буда    | село    | ↘437      | Глинновское сельское поселение       |
| 39 | Струговка        | деревня | ↘93       | Глинновское сельское поселение       |
| 40 | Сугродовка       | посёлок | ↘1        | Петровобудское сельское поселение    |
| 41 | Творишино        | село    | ↘1021     | Творишинское сельское поселение      |
| 42 | Удел             | деревня | ↘0        | Рудневоробьёвское сельское поселение |
| 43 | Уношево          | село    | ↘398      | Уношевское сельское поселение        |
| 44 | Фёдоровка        | деревня | ↘21       | Творишинское сельское поселение      |
| 45 | Фёдоровка        | деревня | ↘20       | Уношевское сельское поселение        |
| 46 | Хармынка         | деревня | ↘137      | Уношевское сельское поселение        |
| 47 | Чернетовка       | деревня | ↘11       | Уношевское сельское поселение        |
| 48 | Чёрный Ручей     | деревня | ↘232      | Творишинское сельское поселение      |
| 49 | Шамры            | посёлок | ↘6        | Гордеевское сельское поселение       |
| 50 | Ширяевка         | село    | ↘233      | Рудневоробьёвское сельское поселение |
| 51 | Ямное            | деревня | ↘272      | Уношевское сельское поселение        |

### Упразднённые населённые пункты

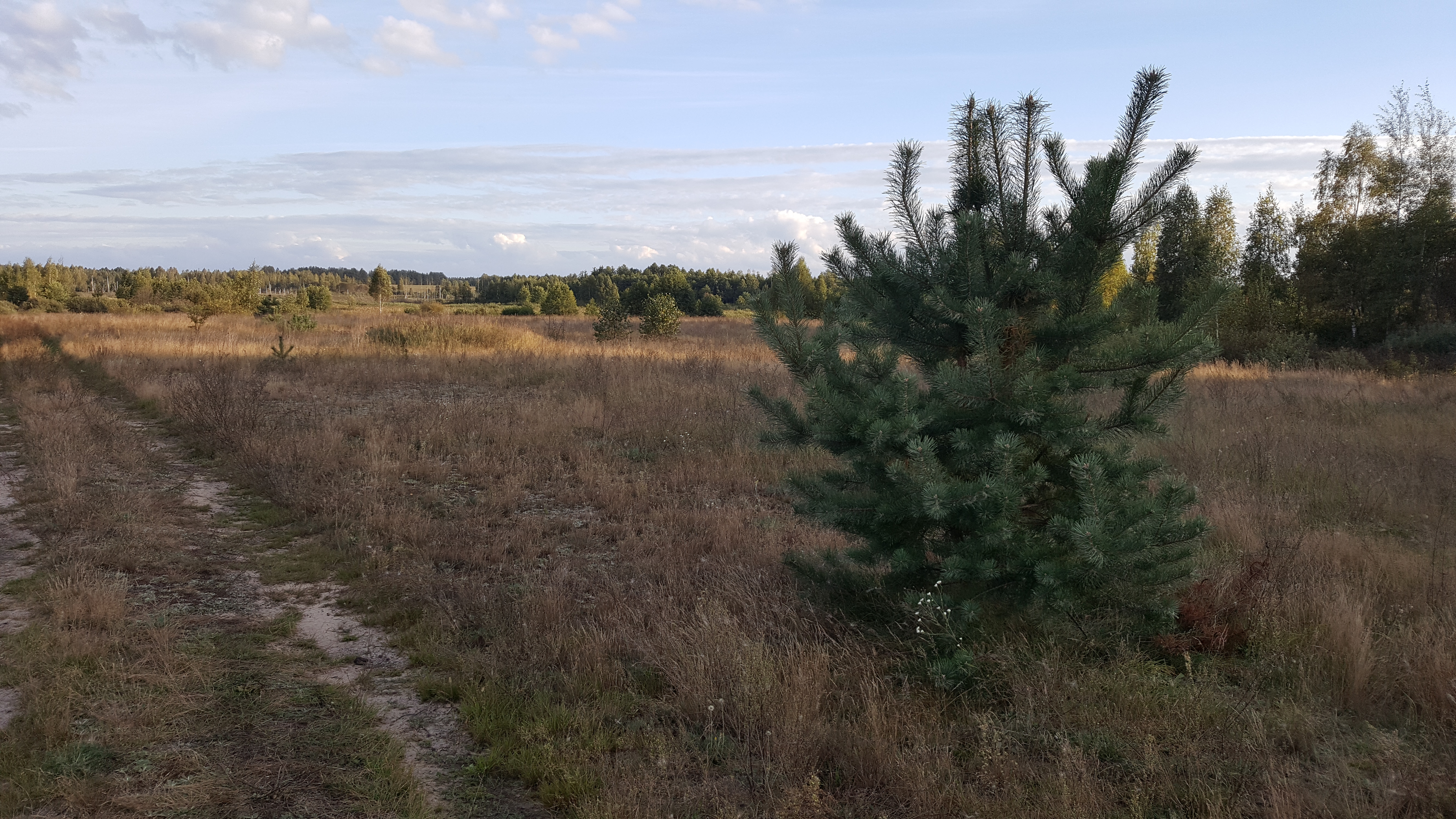
Полесье в урочище Великий Бор

В результате аварии на Чернобыльской АЭС 26 апреля 1986 года вся территории Гордеевского района за редким исключением была загрязнена долгоживущими радионуклидами, в связи с чем практически все населенные пункты Гордеевского района попали в перечень населенных пунктов, находящихйся в границах зон радиоактивного загрязнения вследствие катастрофы на Чернобыльской АЭС. По этой причине, из Гордеевского района начиная с 1986 г. наблюдается массовый отток населения и как следствие обезлюдели десятки прежде многолюдных населенных пунктов. Этому в частности способствовало постановление Правительства Российской Федерации от 29 декабря 2004 г. N 866 О порядке обеспечения жильём за счет средств федерального бюджета нуждающихся в улучшении жилищных условий граждан, подвергшихся радиационному воздействию вследствие катастрофы на Чернобыльской АЭС, аварии на производственном объединении «Маяк», и приравненных к ним лиц, согласно которому у граждан выехавших из зоны отселения появлялось право на сдачу жилья, оставшегося в зоне отселения.
- 2003 год — деревня Ивановка и поселок Займище Глинковского сельсовета, поселок Соколки Творишинского сельсовета и поселок Станок Казаричского сельсовета[40]
- 2006 год — посёлки Ермаки и Дубровное[41]
- 2015 год — посёлки Алёс, Белица и Березина, Зелёный Рог, Дальний Клин, Новый Великий Бор, Безбожник, Зайцев, Криштопов Ручей, Никитовка и Степана Разина и деревни Василевка,  Даниловка.

## Пограничная зона
Часть территории Гордеевского района вдоль границы с Беларусью, а именно часть Глинновского, Рудневоробьевского и Уношевского сельских поселений, включена в состав пограничной зоны, режим доступа в пределы которой ограничен.

## Экономика
В результате аварии на Чернобыльской АЭС 26 апреля 1986 года вся территории Гордеевского района за редким исключением была загрязнена долгоживущими радионуклидами, что катастрофическим образом сказалось на экономике района. На длительное время была приостановлена любая сельскохозяйственная деятельность, большое количество трудоспособного населения мигрировало в «чистую» зону, закрылся ряд промышленных предприятий, базировавшихся на переработке местной сельхозпродукции (в их числе Творишинский спиртзавод), а основной работодатель на тот момент района ОАО «Кожановское Торфобрикетное» уволил большую часть персонала, подсобные хозяйства, составляющие существенную часть экономики района на тот момент также пострадали — весь скот и птица были забиты, плодовый деревье спилены, земли запущены. Другим ударом для экономики Гордеевского района стали экономические проблемы, возникшие в экономике СССР, а затем Российской Федерации в конце 1980-х, а затем в 1990-х. Тотальные долги по заработной плате, невыплата пенсий — все это стало ещё одним ударом по экономике района, основу которого после событий 1986 г. составляли торговые предприятия, которые не находили платежеспособного спроса в районе и массово закрывались.
Таким образом, 1986 г. стал своеобразным пиком развития экономики Гордеевского района. На текущий момент экономике района достигнуть уровня 1986 г. в среднесрочной перспективе (5-10 лет) не представляется возможным в связи с утратой основных фондов промышленных предприятий, а также отсутствия инвестиционных программ, предполагающих наращивание промышленного потенциала района за счет привлечения инвесторов.
Экономика Гордеевского района преимущественно аграрного типа.
Экономический центр района — село Гордеевка. Здесь сосредоточено рабочие места. Предприятия коммерческого сектора расположены на центральной улице Ленина. Наибольшая их концентрация находится в районе центральной площади на пересечении улиц Кирова и Ленина.
В настоящее время преимущественную занятость населения обеспечивают бюджетные учреждения (школа, районная больница, полиция, суд, пенсионный фонд).
В целом Гордеевский район можно причислить к числу депрессивных регионов (порядка 80 % бюджета района — это дотации из областного бюджета).
Число предприятий всех форм собственности, зарегистрированных на территории района, составляет 123 единицы, численность индивидуальных предпринимателей без образования юридического лица — 153. В экономике района занято 3,5 тысячи человек.
В связи с дефицитом рабочих мест, в Гордеевском районе наблюдается массовый отток молодёжи и трудоспособного населения в более крупные населённые пункты, такие как Брянск и Москва.

### Бюджет
Бюджет Гордеевского района с момента фактической остановки основных предприятий в 1986 году остается высокодотационным.
По состоянию на 2019 год доходы бюджета Гордеевского района составили 202 млн руб., из них 170 млн руб. или 84 % от доходной части бюджета составили безвозведные поступления из регионального бюджета, и лишь 32 млн руб. или 16 % — это налоговые и неналоговые доходы собранные непосредственно на территории Гордеевского района.
По состоянию на 2019 год расходы бюджета Гордеевского района составили также 202 млн руб., из них по статье «Образование» потрачено 128 447 230 руб. или 63 % от всей расходной части бюджета района.
У Гордеевского района отсутствует кредиторская задолженность.

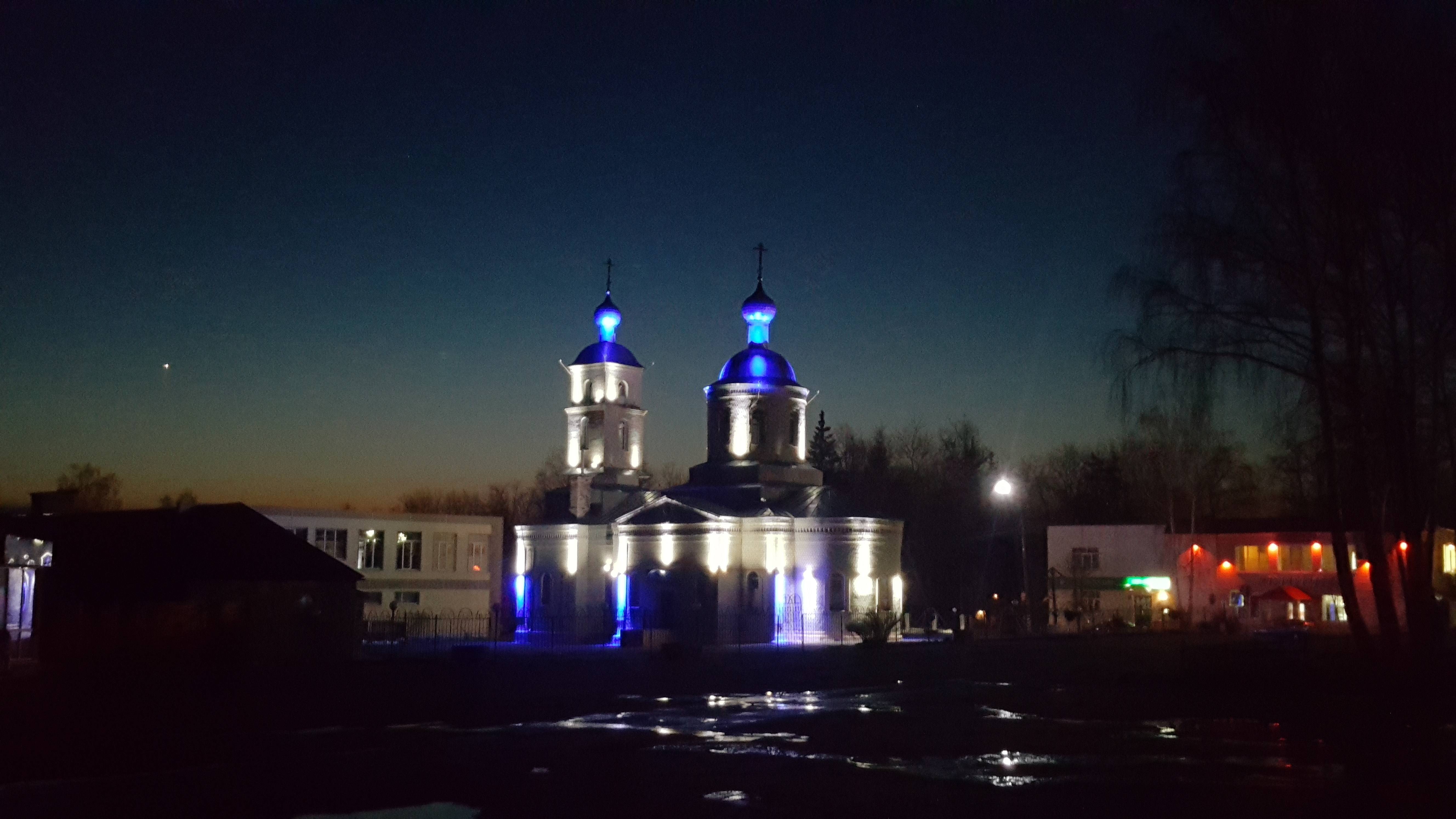
Церковь Рождества Пресвятой Богородицы в селе Гордеевка

### Инфраструктура
В Гордеевском районе газифицировано свыше 90 % населенных пунктов и этот показатель растет, в том числе за счет постепенного «закрытия» населенных пунктов, пожилые жители которых умирают, а молодежь в поисках лучшей жизни разъезжается кто куда. Газифицированы все учреждения образования. На настоящем этапе продолжается газификация учреждений культуры и здравоохранения.
В 2008 году завершено строительство водопроводных сетей протяженностью 17 км в 7 населенных пунктах района.
В 2017 году по областной программе «Чистая вода» произведена реконструкция системы водоснабжения населенного пункта Рудня-Воробьевка протяженностью 3,2 км, что позволило улучшить обеспечение питьевой водой 360 домовладений. В 2018 году по этой же программе проведена реконструкция водонапорной башни в поселке Мирный, реконструкция сети водоснабжения улице Заозерной села Гордеевка и первый этап реконструкции в селе Творишино.
В рамках реализации федеральной целевой программ «Устойчивое развитие сельских территорий на 2014—2017 годы и на период до 2020 года» в 2018 году началась первая очередь строительства объекта «Водоснабжение в с. Стругова Буда».
Гордеевский район участвует в реализации адресной программы по капитальному ремонту многоквартирных домов. Это позволило его сделать в 39 домах Мирнинского и Гордеевского сельских поселений, или 92,9 % от всех многоквартирных домов, требующих ремонта.
На территории района также находятся 47 воинских захоронений, обелисков и могил воинам интернационалистам.
Автозаправочная станция
В Гордеевском районе имеется одна Автозаправочная станция в селе Гордеевка, принадлежащая к сети АЗС Роснефти.

### Торговля
Основным сектором экономики Гордеевского района, приносящим львиную долю налоговых поступлений в местных бюджет является торговля. Этот сектор экономики базируется на платежеспособном спросе, который в Гордеевском районе формируют в массе своей пенсионеры и сотрудники местных бюджетных предприятий, а также вахтовики, ездящие на работу преимущественно в Московский регион.
Федеральные торговые сети Магнит и Пятерочка имеют свои магазины в районном центре и обеспечивают высокую степень конкуренции на рынке розничной торговли продуктами и бытовой химии. После открытия магазинов крупных федеральных сетей в Гордеевке, многие магазины изменили торговую стратегию — перешли из продуктового высококонкурентного сегмента в другие рыночные нише где конкуренция не так сильна или вовсе отсутствуют. Так, в Гордеевке появились строительные магазины, магазин компьютерной техники, магазины одежды, торговые предприятия предлагающие белорусские продукты и широкий ассортимент мясных местных продуктов.
В районном центре расположено более 10 продовольственных магазинов, 2 аптеки, 2 хозяйственных магазина, ресторан-кафе «Славянка», кафе «Вдохновение», 2 парикмахерские, салон сотовой связи, магазин компьютерной техники, 2 магазина обуви и одежды. Во дворце культуры периодически открываются выставки-ярмарки одежды белорусского производства.

### Промышленность
Из крупных предприятий на территории Гордеевского района располагался Творишинский спиртзавод «Брянскспиртпрома», ОАО «Кожановское Торфобрикетное», ООО «Сельхозтехника» (в настоящее время предприятия не функционируют).

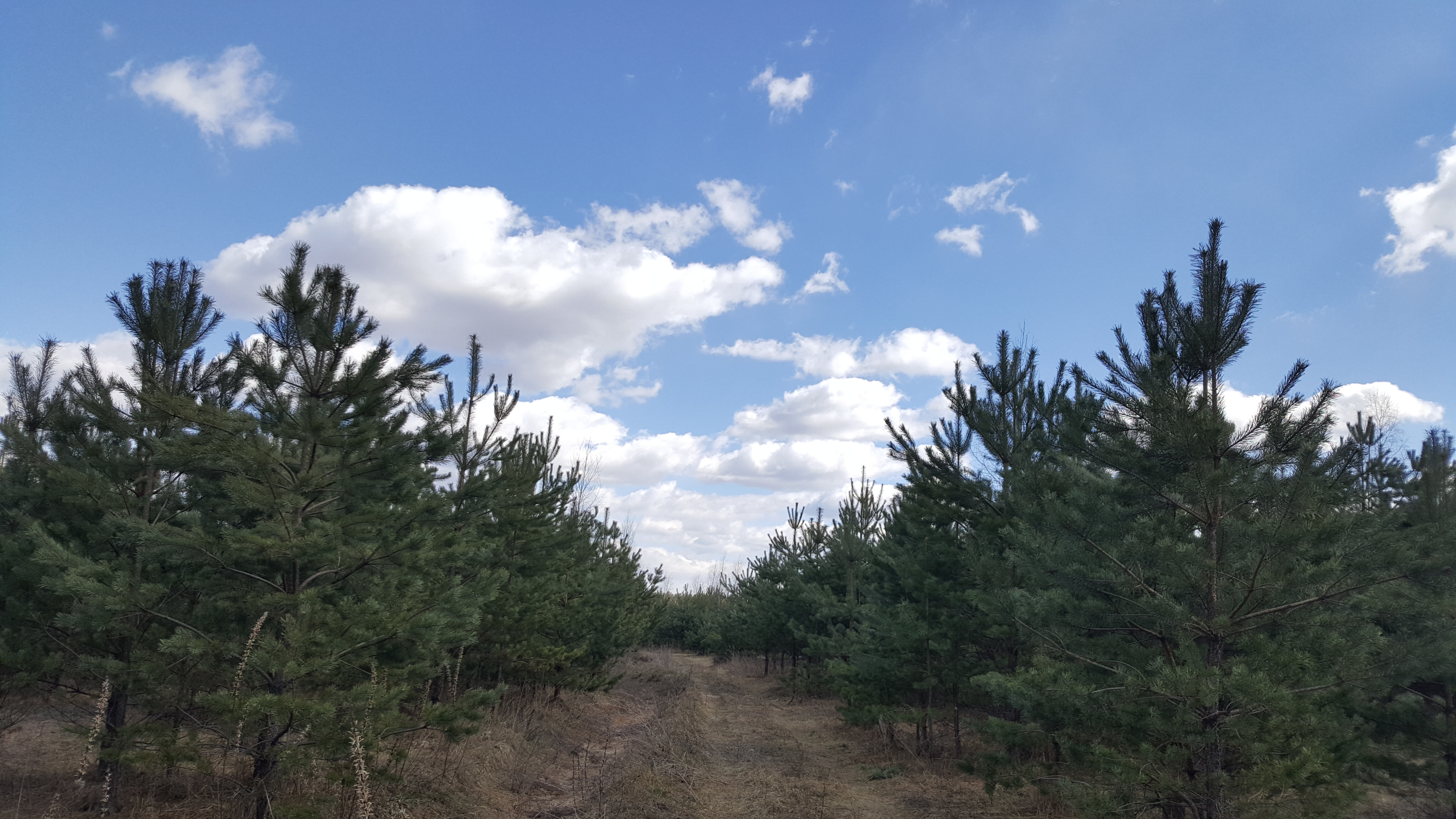
Молодой сосонник в Гордеевском районе

### Рекреационный ресурсы
В 2020 г. на берегу озера Заломенье в районе поселка Ипуть Творишинского сельского поселения начата расчистка территории и возведение места отдыха с беседками и мангалами.
в 2 км от села Гордеевка расположена Поповская Крыница, оборудованы купели, источники с питьевой водой, беседки, мангалы.

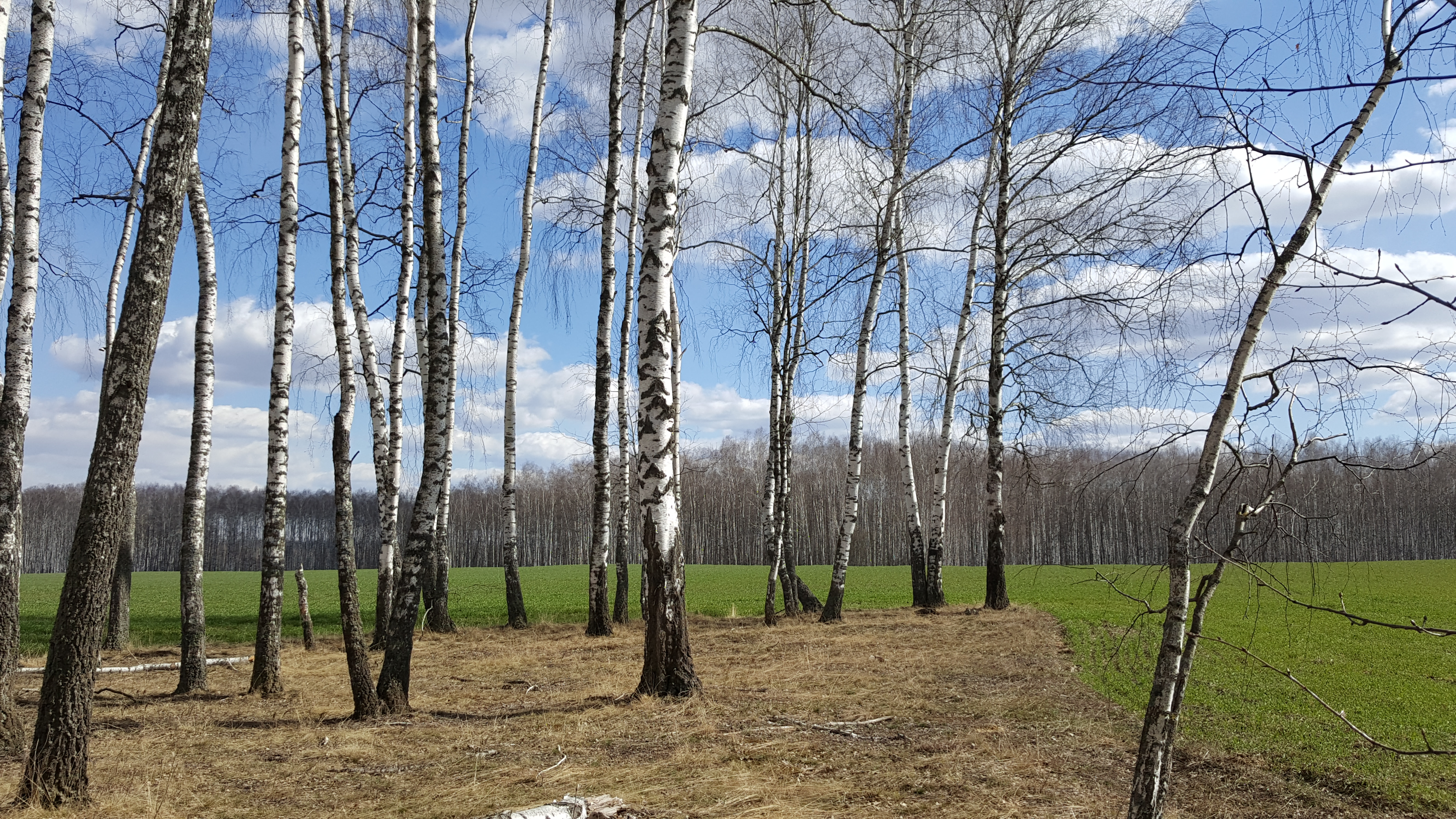
Березовая роща

Гордеевский район обладает значительным количеством реакционных ресурсов, за счет:
- наличия в районе большого количества водных ресурсов (озер, рек, подземных минеральных источников, криниц, ручьев и прудов)
- значительного количества лесов
- отсутствия в районе крупных промышленных предприятий
- отдаленности от крупных промышленных центров
- хорошей дорожной инфраструктуры

Воспользоваться рекреационными преимуществами району мешает:

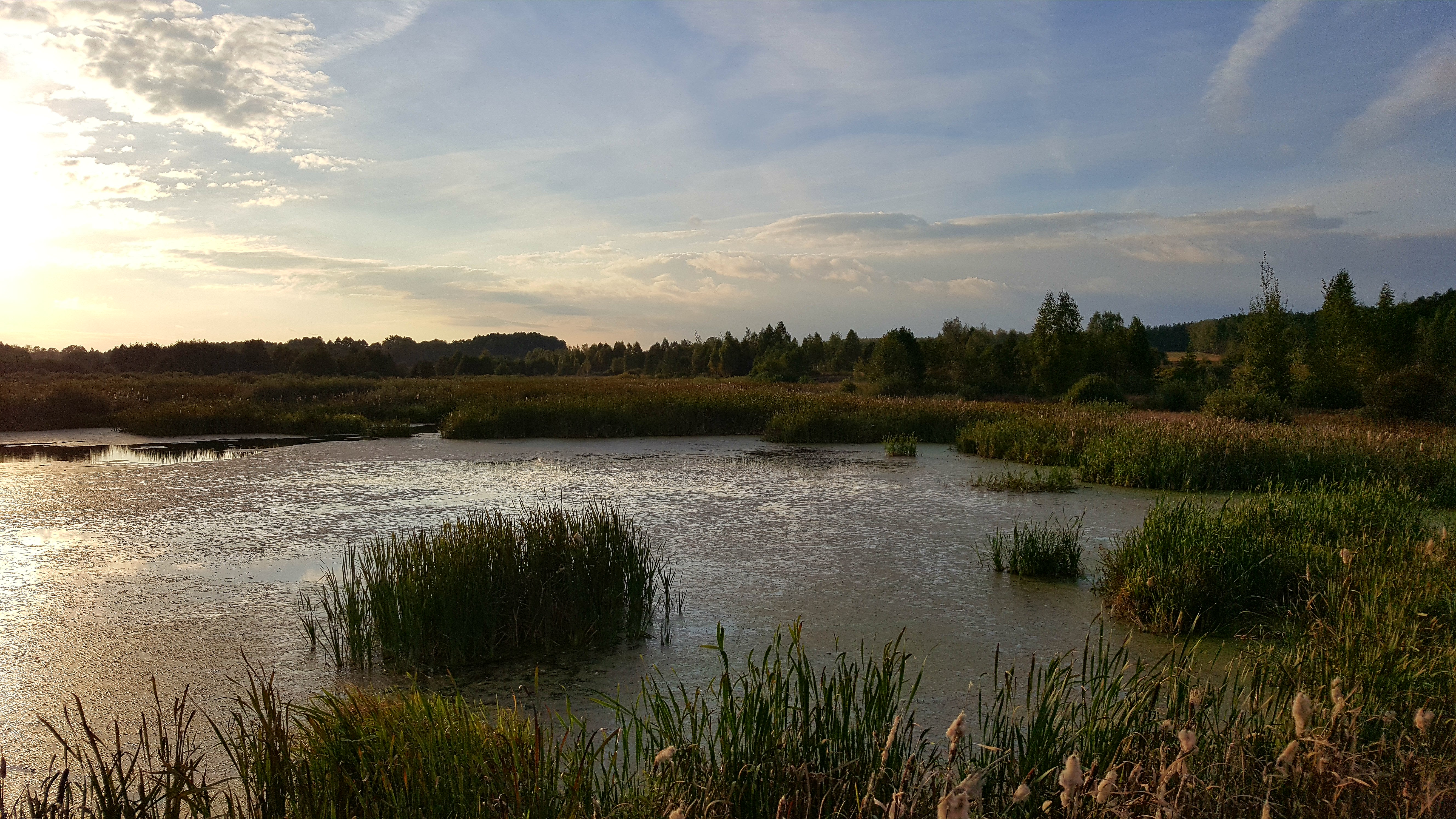
Озеро в Гордеевском районе

- Озеро в Гордеевском районеотсутствие благоприятного налогового режима для предприятий туристической направленности
- отсутствие программы привлечения в район инвесторов в рекреационный сектор
- нерешенная проблема бесконтрольных свалок в самых живописных местах района
- отсутствие туристической инфраструктуры
- отсутствие выделенных под туристические цели участков, которые могли бы сдаваться в долгосрочную аренду

### Сельское хозяйство

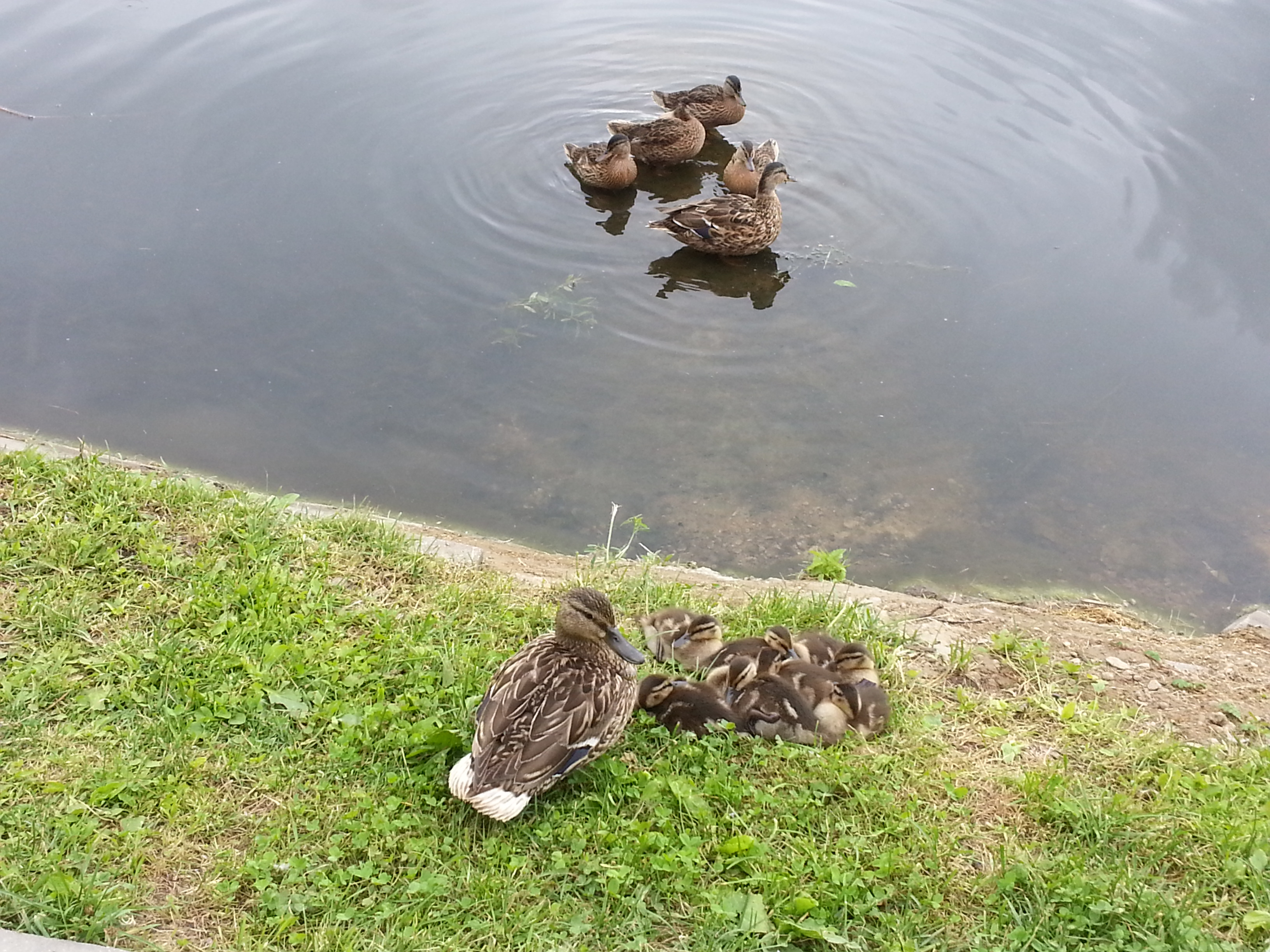
Утка с утятами на озере в селе Гордеевка

Основу экономики района составляет сельское хозяйство, которое представлено 15 сельскохозяйственными предприятиями различных форм собственности и 4 тысячами личными подсобными хозяйствами. В районе площадь сельхозугодий составляет 57352 гектара. Под посевами занято 23184 га. Зерновая группа размещена на 10,5 тысячах гектар, с валовым сбором зерна в 2017 году в размере более 40 тысяч тонн, что является наивысшим результатом за всю историю района. Урожайность составила 39,2 ц/га. На отдельных участках полей она доходила до 45 ц/га. Поголовье крупного рогатого скота в сельскохозяйственных предприятиях района на 1 января 2018 года насчитывает почти 6 тысяч голов, из которых 2,3 тыс. — дойное стадо. Сельскохозяйственными предприятиями надоено 7,5 тыс. тонн молока при надое на фуражную корову 3368 килограмм. На долю хозяйств Гордеевского района приходится 4 % производимого молока всей области.
Подъём сельского хозяйства в последние годы обусловлен, в первую очередь, поддержкой государства. В 2017 году сельскохозяйственными предприятиями района получено более 21 млн рублей бюджетных средств по различным целевым программам. В 2017 г. по всем источникам финансирования приобретено 28 единиц сельскохозяйственной техники, из них 3 трактора и 1 зерновой комбайн «АСROS-585».
Ежегодно малым формам хозяйствования оказывается поддержка. В 2016 и 2017 годах 5 вновь образованных фермерских хозяйств и 1 семейная животноводческая ферма получили грантовую поддержку государства в размере более 12 млн рублей. Данные хозяйства занимаются производством овощей и зерновых культур, разведением КРС и производством молока.
с 2017 по 2020 гг. в районе ведется активная работа по введению в оборот неиспользуемых земель сельскохозяйственного назначения.
Перспективы экономического роста экономики Гордеевского района связаны с развитием сельскохозяйственного производства и перерабатывающей промышленности. В агропромышленный комплекс района входят все категории хозяйств: личные подсобные хозяйства (62,8 %), крестьянско-фермерские хозяйства (1,5 %), сельскохозяйственные предприятия общественного сектора (35,7 %). Основными отраслями сельского хозяйства района являются растениеводство и животноводство. Растениеводство специализируется на выращивании зерновых культур и картофелеводстве, а животноводство имеет ярко выраженную молочно-мясную направленность. На территории района (СПК «Маяк») функционирует племенной репродуктор по разведению мясного скота Абердин-ангусской породы. В последние годы сельхозтоваропроизводителям района оказывается значительная поддержка со стороны государства. Это различные субсидии за произведенную продукцию, предоставление льготных кредитов, помощь в приобретении сельскохозяйственной техники.
Несмотря на осуществляемые меры, основными проблемами сельскохозяйственного производства остаются:
-большая степень износа машинно-тракторного парка;
-низкая обеспеченность квалифицированными кадрами;
-рост цен на горюче-смазочные материалы, энергоносители и запасные части.
Рассматривая динамику основных показателей сельского хозяйства, характеризующих эффективность деятельности органов местного самоуправления, необходимо отметить следующее:
— Значение показателя «Удельный вес прибыльных крупных и средних сельскохозяйственных организаций в их общем числе» в 2008году снизилось по сравнению с 2007годом на 9,6 %. В целом число прибыльных предприятий не уменьшилось. Снижение данного показателя произошло в связи с тем, что данные предприятия перешли в статус малых предприятий. В 2009-2011гг значение данного показателя прогнозируется на уровне 100 %. Основным путём к достижению финансовой устойчивости сельскохозяйственных товаропроизводителей является привлечение кредитных ресурсов и инвестиций. В посевной компании 2009 года принимает участие частный инвестор по выращиванию рапса на зерно. Данной культурой занято 1500 гектаров.
— Площадь сельскохозяйственных угодий в районе составляет 57352га.
Заражение территории района радионуклидами, вследствие аварии на ЧАЭС в 1986 году, негативно повлияло на социально-экономическую ситуацию в районе. Из оборота было выведено 4200га сельскохозяйственных угодий. В результате проведения комплекса агротехнических мероприятий и миграционных процессов, произошло изменение уровней радиоактивного загрязнения пахотного слоя. Это способствовало сохранению всех сельскохозяйственных угодий. В 2009—2011 г.г. доля фактически используемых сельскохозяйственных угодий в общей их площади составила 100 %.

#### Сельскохозяйственные предприятия
Сельскохозяйственные предприятия действующие в районе имеют организационно-правовую форму сельскохозяйственный производственный кооператив или сокращенно СПК.
В Гордеевском районе действуют следующие сельскохозяйственные предприятия:
- СПК «ГЛИННОЕ», расположенный по адресу: село Глинное, улица Зелёная, д. 10.
- СПК «МАЯК», расположенный по адресу: село Стругова Буда, ул. Юбилейная, д. 9.
- СПК «РАБОЧИЙ», расположенный по адресу: деревня Рудня-воробьевка, ул. Центральная, д. 30.
- СПК «АВАНГАРД», расположенный по адресу: село Ямное, ул. Советская, д. 16.
- СПК «НИВА», расположенный по адресу: село Петрова Буда, ул. Центральная, д. 12.
- СПК «МИРНЫЙ», расположенный по адресу: село Кожаны, ул. Садовая, д. 15.
- СПК «НАДЕЖДА», расположенный по адресу: деревня Староновицкая, ул. Школьная, д. 1.
- СПК «СМЯЛЬЧСКИЙ», расположенный по адресу: село Смяльч, ул. Советская, д. 47.

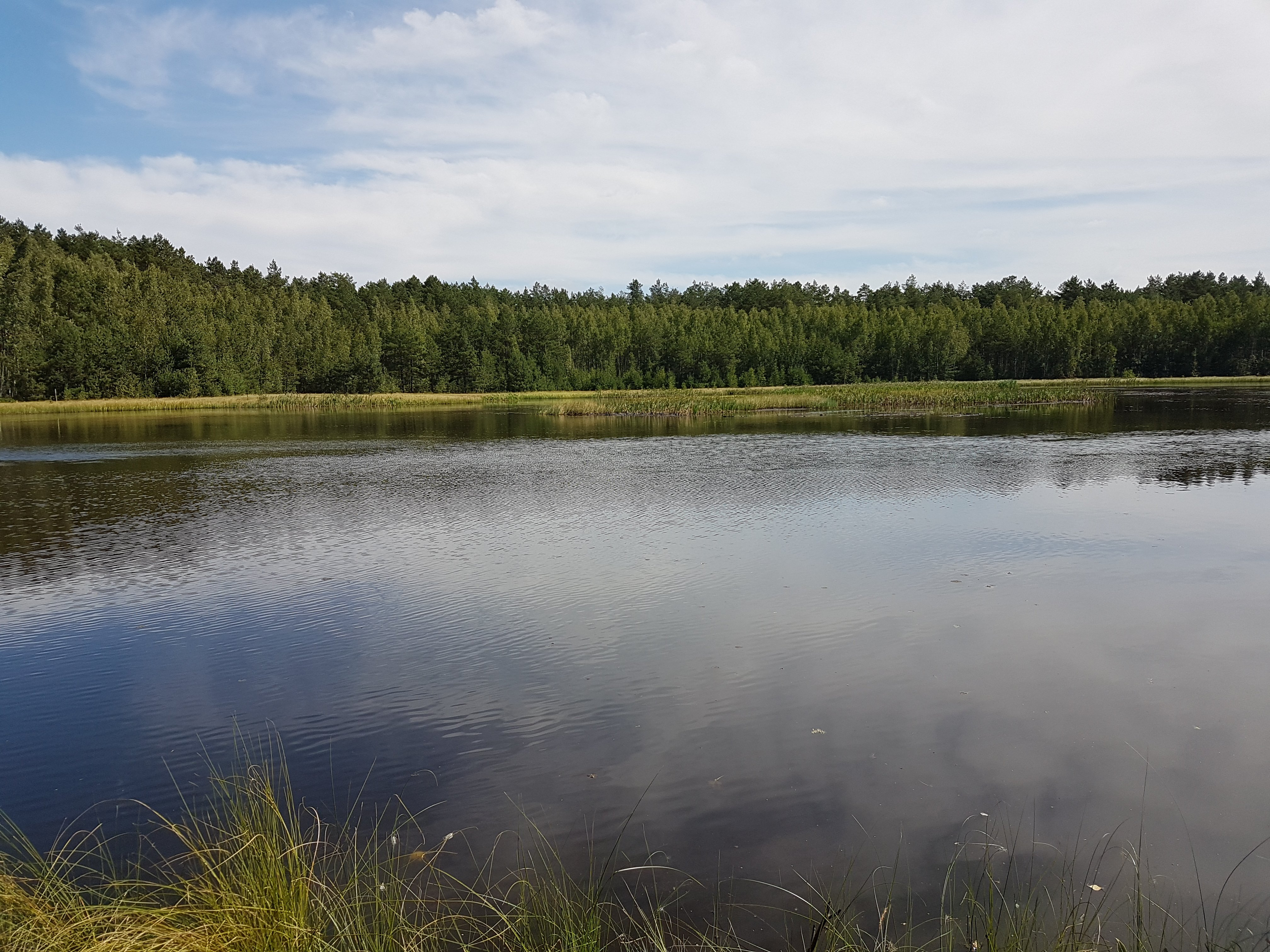
Лесное озеро в Гордеевском районе Брянской области

### Экономические перспективы
- Разведение ценных сортов рыб.
- Освоение залежей известняка.
- Строительство кирпичного завода.
- Освоение залежей торфа.
- Освоение лесных ресурсов.
- Строительство Дома отдыха неподалёку от деревни Черный Ручей, на границе с Суражским районом Брянской области.
- Строительство свинофермы на 10 000 голов.
- Развитие фермерства.

## Культура, образование и спорт

### Культура

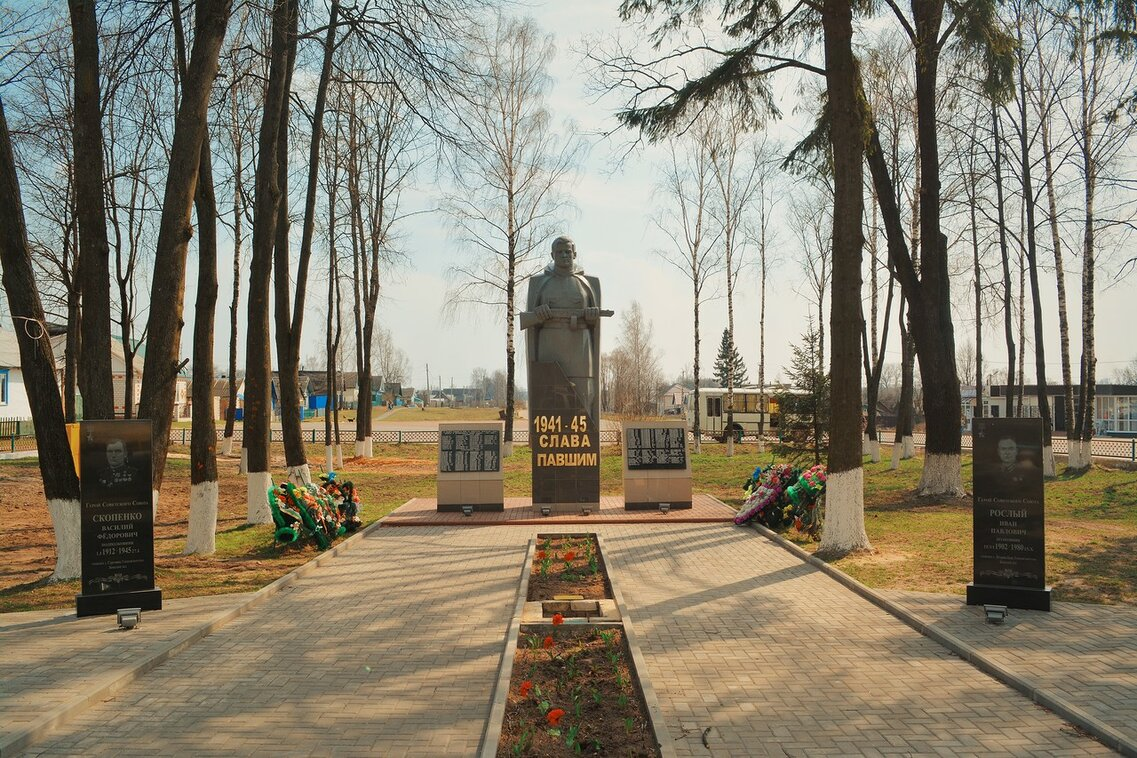
Памятник неизвестному солдату

В Гордеевском районе на базе Гордеевского районного культурно-досугового центра действует с 2009 г. Народный хор ветеранов «Россияночка» из 15 человек, который исполняет различные музыкально-вокальные композиции на различных культурных мероприятиях как внутрирайонных так и выездных.
Любые государственные праздники в Гордеевском районе сопровождаются организацией торжественных церемоний, как на центральной площади села Гордеевка (в летнее и сухое время года) так и в Гордеевском районном культурно-досуговом центре.
День села — крупное культурное событие, которое проходит ежегодно в каждом из 7 сельских поселений Гордеевского района.
Одним из главных культурных событий Гордеевского района являются Рождественские и новогодние народные гуляния, проходящие в конце декабря-начале января, центром которых, является площадь в селе Гордеевка с установленной на ней елью, украшенной ёлочными игрушками и гирляндами.
Две важнейшие даты в культурной жизни Гордеевского района — это день освобождения Гордеевского района от немецко-фашистских захватчиков (27 сентября) и День Победы (9 мая). Эти события отмечаются широко и всенародно, поскольку в гордеевцах жива память о тяготах Великой Отечественной войны и радости её окончания.

### Дошкольное образование

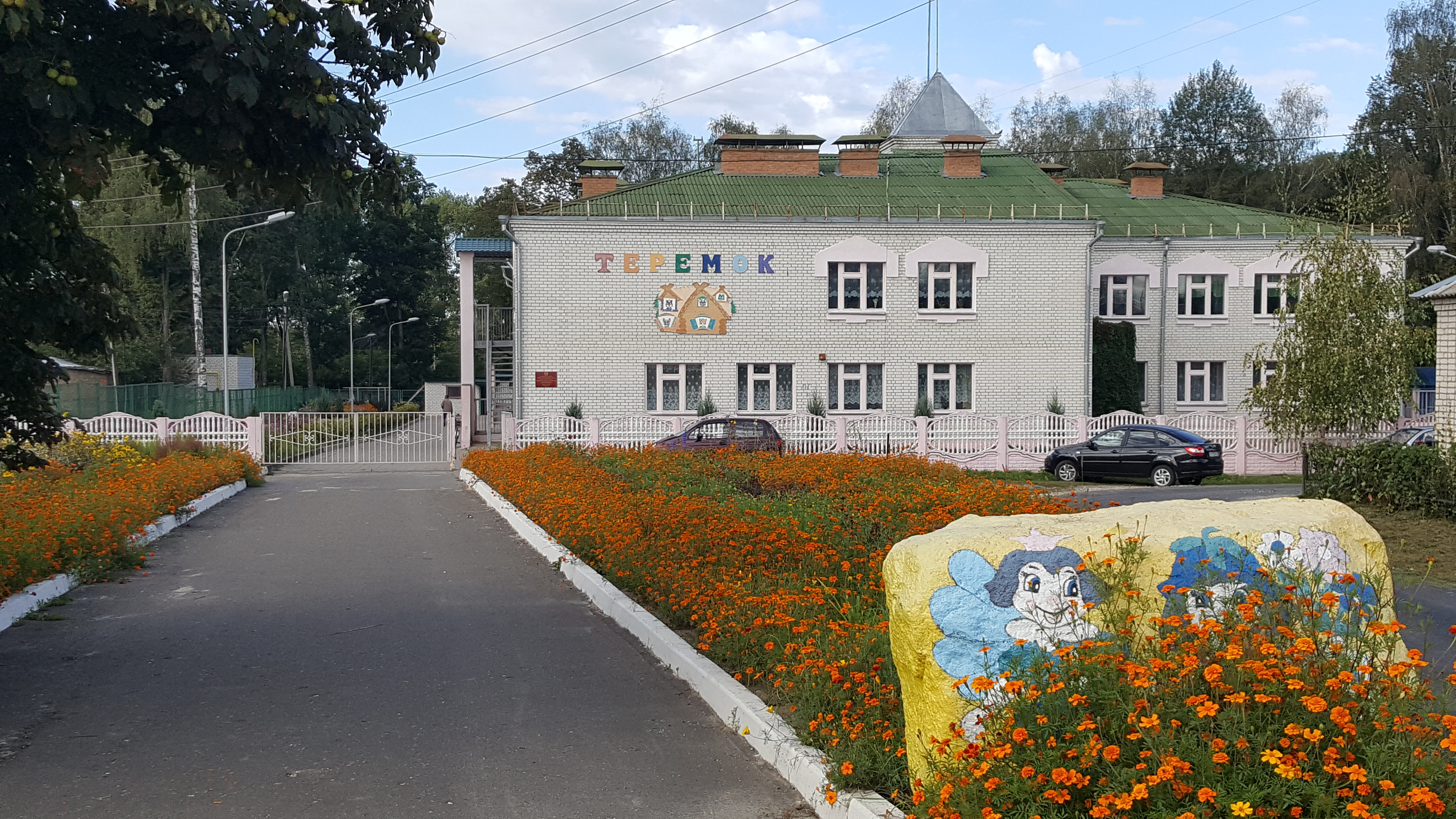
Детский сад «Теремок» в селе Гордеевка

Система дошкольного образование в Гордеевском районе представлена 5 учреждениями:
- Гордеевский детский сад «Теремок»
- Мирнинский детский сад «Солнечный»
- Творишинский детский сад «Чебурашка»
- Уношевский детский сад «Ромашка»
- Рудня-Воробьевский детский сад «Солнышко»

### Школьное образование
Система школьного образование в Гордеевском районе представлена 8 учреждениями:

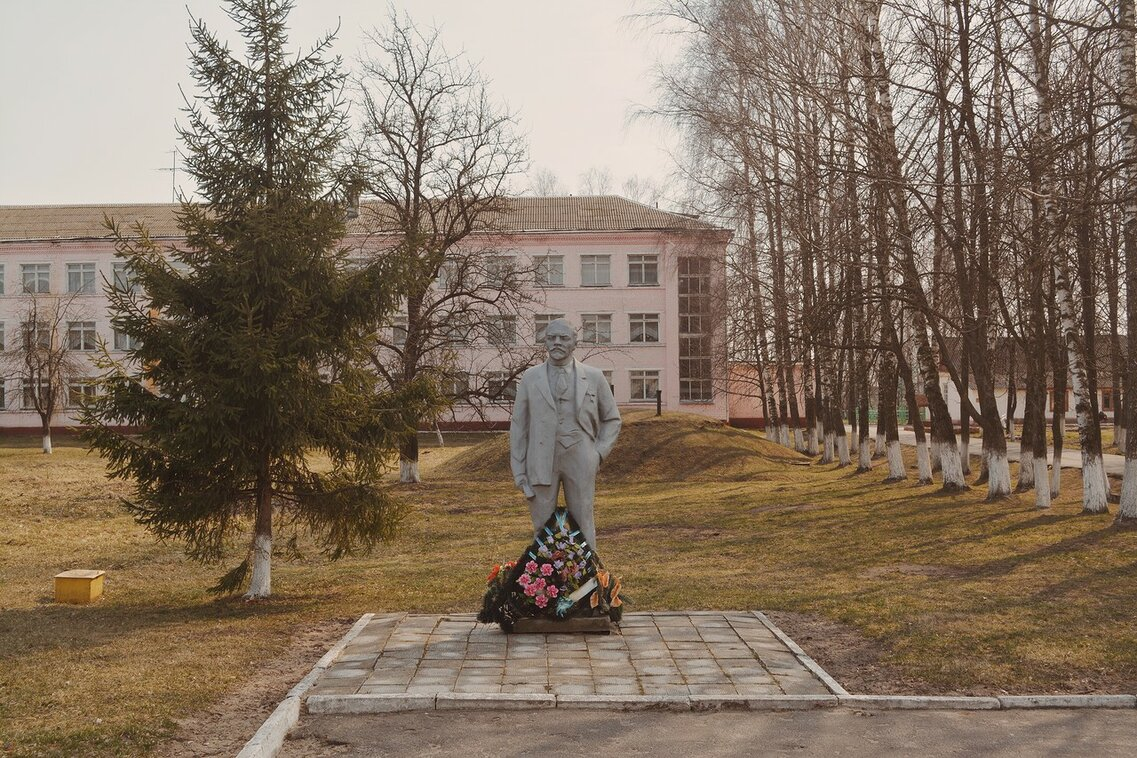
Памятник В. И. Ленину в Гордеевке

- Памятник В. И. Ленину в ГордеевкеГордеевская средняя общеобразовательная школа
- Мирнинская средняя общеобразовательная школа
- Петровобудская средняя общеобразовательная школа
- Струговобудская основная общеобразовательная школа
- Творишинская средняя общеобразовательная школа
- Уношевская средняя общеобразовательная школа
- Казаричская основная общеобразовательная школа

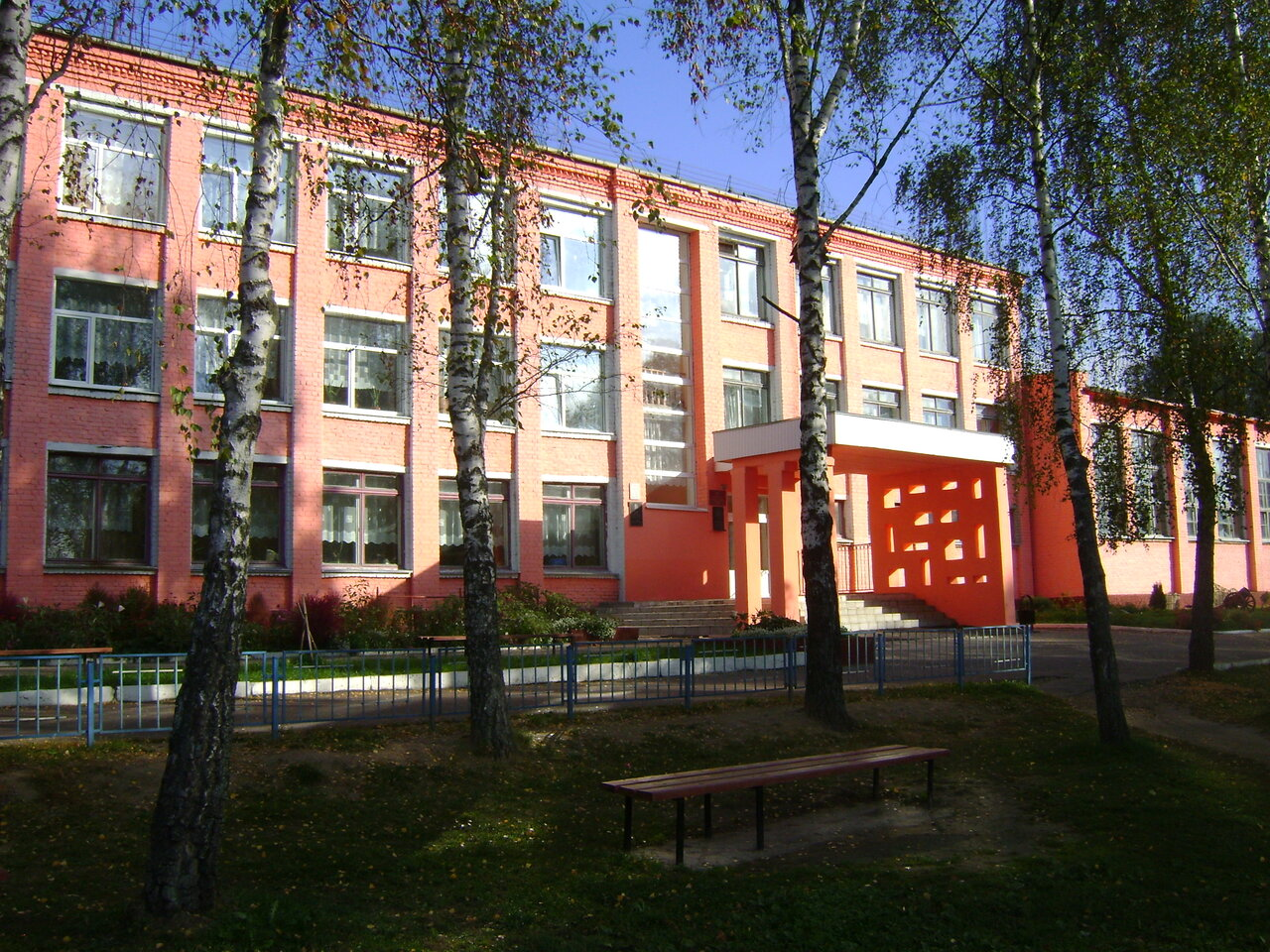
Гордеевская средняя школа (основное здание)

- Гордеевская средняя школа (основное здание)Староновицкая основная общеобразовательная школа

Крупнейшими общеобразовательными учреждениями района выступают школы в селах Гордеевка и Творишино.
Окончившиеся школы Гордеевского района учащиеся поступают в средне-специальные и высшие учебные заведения расположенные за пределами района, поскольку своих учебных заведений подобного профиля Гордеевский район не имеет.
В Гордеевском районе на базе Гордеевского районного культурно-досугового центра действует музыкальная школа.

### Библиотечная система
Муниципальное бюджетное учреждение культуры «Межпоселенческая централизованная библиотечная система Гордеевского района» включает в себя следующие учреждения:
- Межпоселенческая Гордеевская центральная библиотека, расположенная по адресу село Гордеевка, ул. Ленина, д. 40.
- Глинновская сельская библиотека открыта в 1960 году, расположенная по адресу село Глинное, ул. Зелёное д. 10.
- Казаричская сельская библиотека открыта в 1951 году, расположенная по адресу деревня Чёрный Ручей, ул. Совхозная д. 10.
- Петровобудская сельская библиотека открыта в 1901 году, расположенная по адресу село Петрова-Буда, ул. Центральная д. 10.
- Рудневоробьевская сельская библиотека открыта в 1950 году, расположенная по адресу деревня Рудня-Воробьёвка, ул. Центральная д. 20.
- Творишинская сельская библиотека открыта в 1948 году, расположенная по адресу село Творишино, ул. Калининская, дом 36.
- Староновицкая сельская библиотека открыта в 1955 году, расположенная по адресу деревня Староновицкая, ул. Школьная, д. 3.
- Уношевская сельская библиотека открыта в 1931 году, расположенная по адресу село Уношево, ул. Новая, д. 27.
- Струговобудская сельская библиотека открыта в 1947 году, расположенная по адресу село Стругова Буда, ул Юбилейная, д. 9.
- Мирнинская сельская библиотека открыта в 1965 году, расположенная по адресу поселок Мирный, ул. Ленина, д. 8.

В библиотеках района сосредоточены универсальные фонды, насчитывающие более 80 тысяч экземпляров книг различных жанров и направленностей.

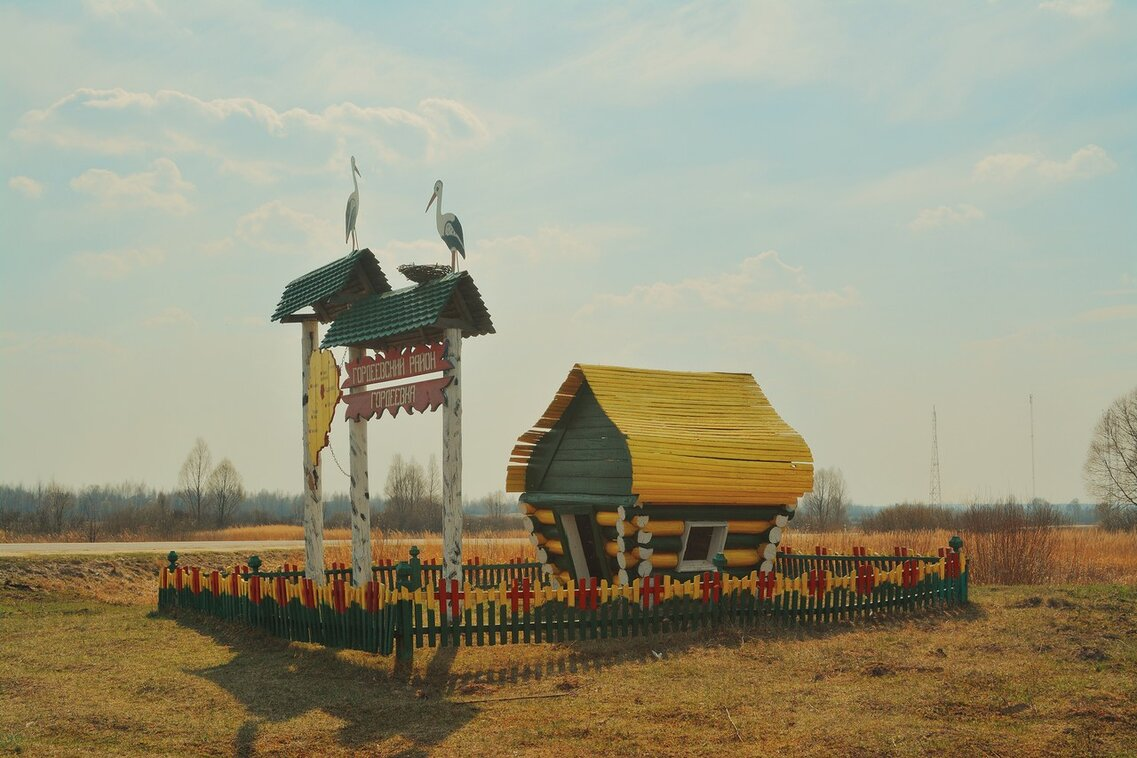
Арт объект Гордеевка с аистами

История библиотечного дела в Гордеевском районе
История библиотечного дела в Гордеевском районе имеет вековой путь.
В 1900 году была открыта первая библиотека — читальня в с. Гордеевка. Книжный фонд составлял 858 экземпляров книг. Читателей было — 230, книговыдача — 4176 экземпляров.
В 1950 году библиотека в селе Гордеевка была переведена в новое здание, где она находится и сейчас.
В январе 1987 года была образована Централизованная библиотечная система (ЦБС), в которую вошла районная, детская библиотеки и 20 сельских филиалов: Антоновка, Великий-Бор, Глинное, Завод-Корецкий, Кожаны, Казаричи, Ямное, Кузнецы, Перетин, Петрова-Буда, Поконь, Рудня-Воробьевка, Смяльч, Старо-Новицкая, Старая-Полона, Стругова-Буда, Творишино, Уношево, Хармынка, Ширяевка.
В Центральной библиотеке созданы новые отделы: комплектования и обработки, нестационарного и межбиблиотечного обслуживания читателей, методико-библиографический отдел. Значительно увеличился штат работников. В условиях ЦБС осуществлялось централизованное комплектование и обработка литературы. Через систему семинаров и индивидуальных консультаций районная библиотека обеспечивает повышение квалификации библиотекарей, проводятся проверки работы сельских библиотек и сверки фонда.
В 1996 году в состав ЦБС вошла профсоюзная библиотека торфобрикетного предприятия поселка Мирный.
Летом 2000 года Гордеевская Центральная библиотека отметила свой 100 — летний юбилей.
3 февраля 2005 года в библиотеке открыт Центр правовой информации. Фонд центра состоит из справочных и энциклопедических изданий по вопросам права и экономики. Установлена справочно-правовая система «Консультант Плюс».
С 2008 года в Центральной библиотеке предоставляется доступ к услугам Интернет. 

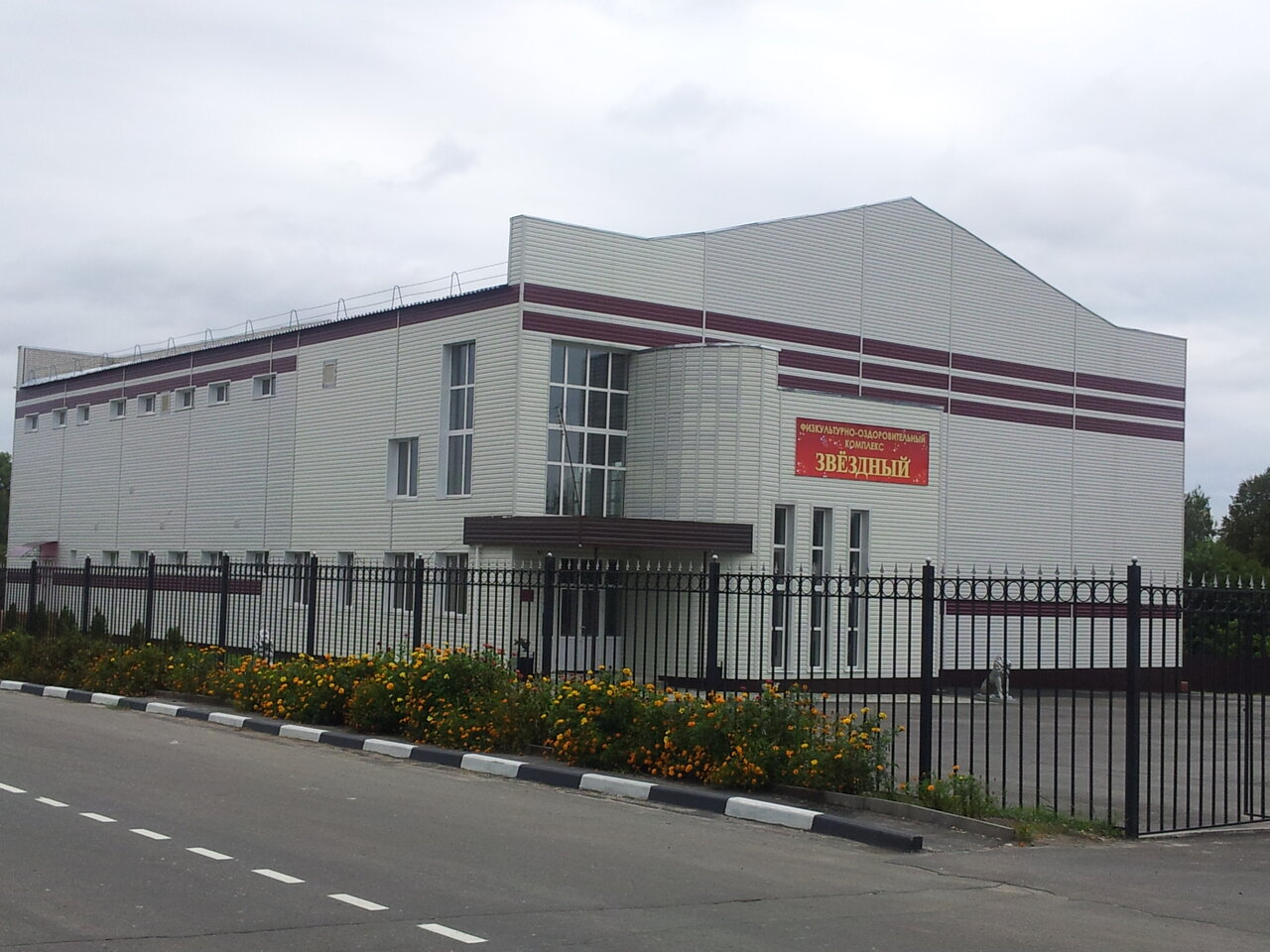
ФОК «Звёздный» в селе Гордеевка

### Спорт
В районе действуют футбольные, волейбольные, баскетбольные и другие спортивные секции на базе школ.
Соревнования межрайонного масштаба проходят на базе Физкультурно-оздоравительного комплекса «Звёздный» (с. Гордеевка, ул. Кирова, дом 23) построенном в 2015 г.
Ежегодные футбольные турниры проходят летом на открытом воздухе на базе стадиона школы в с. Гордеевка.
Начиная с 2020 г. ведётся восстановления районного футбольного стадиона, расположенного в с. Гордеевка, оказавшемся на грани уничтожения после многих лет бесхозяйственности.
В сентябре 2021 г. планируется запуск физкультурно-оздоровительного комплекса открытого типа в селе Гордеевка рядом с Гордеевской средней школой.
В планах руководства Гордеевского района также сооружение бассейна в селе Гордеевка на средства регионального бюджета.

### Летние пришкольные детские лагеря
Ежегодно в Гордеевском районе в летний период времени организуется работа пришкольных детских лагерей с дневным пребыванием. На базе летних лагерей организуется питание воспитанников, спортивные мероприятия на свежем воздухе, занятия творчеством.
В 2020 году в Гордеевском районе функционирует 6 пришкольных лагерей с дневным пребыванием.

## Транспорт
Село Гордеевка находится на расстоянии в 35 км от одноимённой железнодорожной станции в городе Клинцы Московской железной дороги.
Ближайший аэропорт находится в Республике Беларусь в г. Гомель на расстоянии 110 км.
Ближайший российский аэропорт расположен в г. Брянск на расстоянии 200 км.
Дорожная сеть района представлена только автомобильным сообщением и составляет 343,3 км, в том числе 291,8 км — дороги с твёрдым покрытием.
В Гордеевском районе есть недействующий аэродром, бетонное покрытие которого постепенно утрачивается. Ранее с гордеевского аэродрома можно было совершить перелёт в областной центр на лёгком самолёте.
Автобусное сообщение
Пассажирские перевозки осуществляются по 15-ти автобусным маршрутам пригородного сообщения и 3-м маршрутам междугороднего сообщения. Ежедневно выполняется 49 рейсов. Не обеспечены регулярным автобусным сообщением только 9 малонаселённых пунктов, которые удалены от административных центров поселений на расстоянии 4 км. Доля населения, проживающего в данных населённых пунктах, составляет: 2007г — 2,3 %, 2008-2,2 %. В 2009—2011 гг данный показатель составит 2,1-1,9 % соответственно.

## Печать
Средством массовой информации, которое освещает вопросы затрагивающие интересы жителей Гордеевского района является сетевое издание «Ударник32», а также его печатная версия.

## Достопримечательности

### Скверы и парки
- Сквер у Гордеевского культурно-досугового центра расположен в самом центре районного центра и является очень удобным местом для отдыха гордеевцев. В 2010 году была проведена реконструкция территории — дорожки замостили тротуарной плиткой, обновили лавочки, повсеместно установили малые архитектурные формы. Спустя 9 лет был реконструирован фонтан, который теперь стал световым. Также в 2019 году в сквере была установлена современная спортивная площадка.

Качественно выполненная работа сформировали завершенную и оформленную общественную территорию, ставшей украшением села Гордеевка и излюбленным местом отдыха жителей.

### Особо охраняемые природные территории
На территории района расположены:
- Региональный гидрологический памятник природы Озеро Заломенье[47][48] Озеро Заломенье — красивое песчаное озеро площадью около 35 гектаров со средней глубиной в 2 метра. Расположено на границе Гордеевского и Клинцовского районов Брянской области 17 км на северо-запад от г. Клинцы, на юг от н.п. Ипуть.
- Кожановское озеро (ООПТ областного значения);
- памятник природы областного значения «Синий Вир»[49], образован с целью сохранения ценного природного комплекса поймы р. Ипуть;
- «Мёртвое» озеро на территории Рудневоробьевского сельского поселения неподалёку от деревни Нежча. Его особенностью является полное отстутствие какой бы то ни было рыбы. Существует версия, что данная особенность обусловлена высоким содержанием сероводорода в придонных водных слоях.
- Комплекс каскадных озёр (озеро Верхнее (Берлиново) и озеро Нижнее (Центральное) в селе Гордеевка ранее использованный для разведения ценных пород рыб, а ныне имеющий скорее рекреационное значение, так на Верхнем озере расположен единственный в Гордеевском районе организованный пляж для купания

### Комплекс археологических памятников «Черная поляна»
На селище в урочище Чёрная Поляна у с. Смяльч в Гордеевском районе обнаружены полуземляночные жилища столбовой конструкции обложенными деревом стенами, очагами из больших камней и хозяйственные ямы. В постройках найдены железные ножи, ножницы, глиняные рыболовные грузила, шиферные пряслица обломки стеклянных браслетов и др. Рядом с селищем сохранилось 199 курганов в четырёх группах. Это один из самых крупных могильников в Брянской обл.
Курганы принадлежащие к культуре восточно-славянского племени Радимичей расположены в соседних с Гордеевским районах Брянской области (Красногорский, Мглинский районы).

### Руинированные останки церквей XIX века
Церковь Покрова Пресвятой Богородицы в Кузнецах

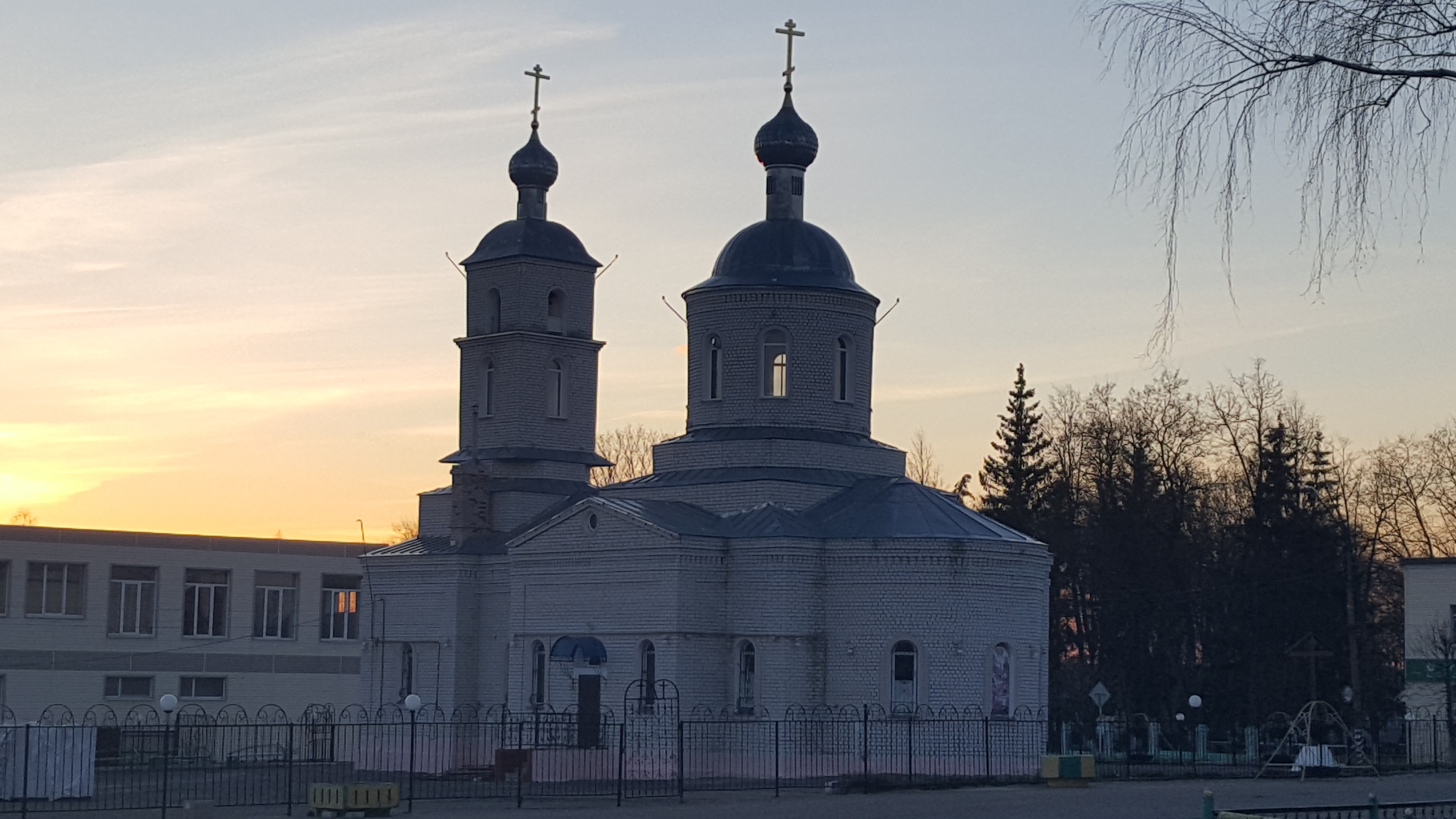
Церковь Рождества Пресвятой Богородицы в селе Гордеевка

Кирпичная однопрестольная церковь построена в 1814—1818 в стиле ампир на средства помещиков Кулябко-Корецких. Центрический храм состоит из завершённого невысоким купольным барабаном четверика со скруглёнными рёбрами и фланкирующих его четырёх равновеликих прямоугольных объёмов алтаря, притвора и боковых входов. С 1928 не действует. Здание руинировано, утрачены колокольня, главка и один из боковых портиков с парными колоннами. Сохранились фрагменты настенной росписи.
Церковь Николая Чудотворца (первая четверть XIX века)
Расположена в центре села, на правом берегу реки Ипуть, доминирует в окружающем пейзаже.
Построена в 1815 году по заказу помещика майора Ф. Д. Ширая и его жены. К настоящему времени утратила главный портик входа и шпиль южной колокольни. Сооружена из кирпича и оштукатурена снаружи и внутри. Оригинальный четырёхстолпный купольный храм в стиле зрелого классицизма, один из лучших памятников Брянщины этого периода.
Сегодня церковь в Казаричах относится к приходу храма Рождества Пресвятой Богородицы в поселке Гордеевка. По благословению епископа Брянского и Севского Феофилакта в Казаричах возрождается православная община.
Церковь Вознесения Господня в селе Великий Бор

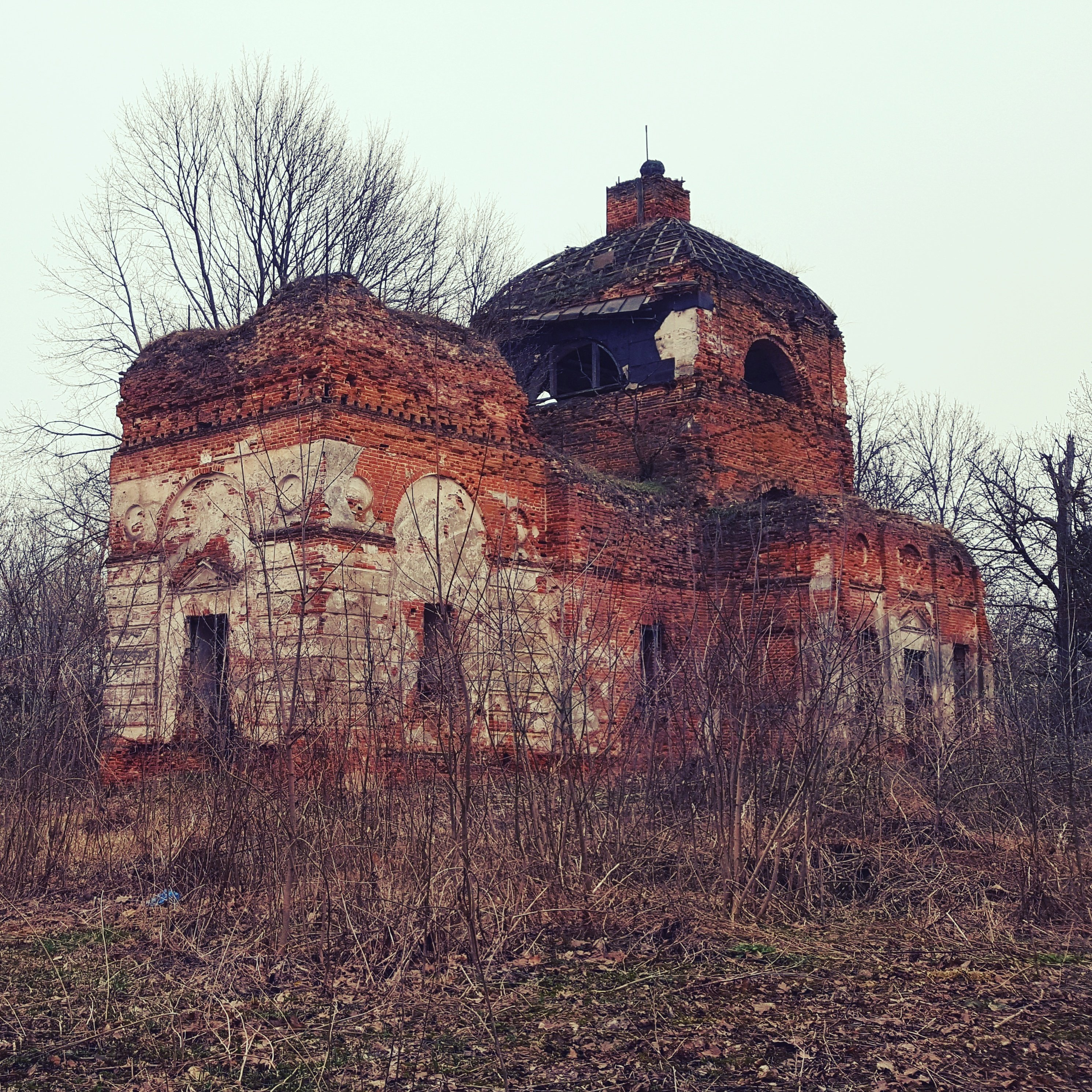
Церковь Вознесения в селе Великий Бор Гордеевского района Брянской области

Церковь расположена в селе Великий Бор Гордеевского сельского поселения. Нуждается в рестоврации. Однако восставновление культурного объекта представляется маловероятным в связи с практически полным отсутствием населения в селе Великий Бор.
Год возведения церкви — 1809.
К настоящему времени утратила боковые портики и верх колокольни.
Из внутренней отделки сохранились лишь штукатурные карнизы у основания сводов и вверху основного четверика, а также пилястры между окнами на северной и южной стенах.:211-212

## Известные уроженцы[62]
Герои Советского Союза:
- Ковалёв Дмитрий Иванович
- Лапик Алексей Васильевич
- Лысенко Иван Никифорович
- Рослый Иван Павлович
- Скопенко Василий Фёдорович
- Сугак Сергей Савельевич
- Юркин Николай Иванович

 Герой Российской Федерации
- Шкурный Валерий Иванович

 Полные кавалеры ордена Славы
- Ветров Семён Петрович
- Ефименко Иван Тихонович